# Werke von Bruno Frank

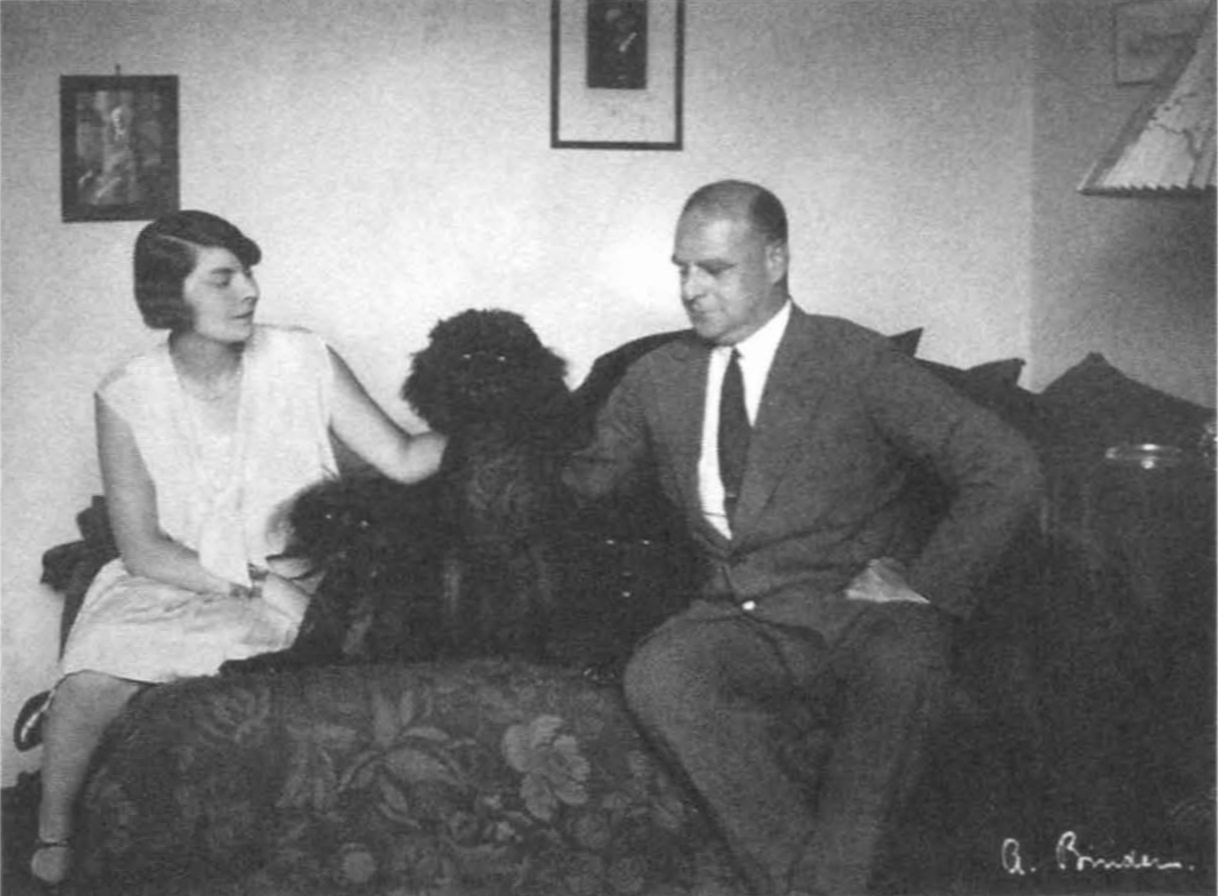
Bruno und Liesl Frank mit ihren drei schwarzen Pudeln, 1924–1929. Fotografiert von Alexander Binder.

Dieser Artikel beschreibt den Inhalt der Werke von Bruno Frank.

## „Ah, le misérable!“ Novelle (1914)
Die Novelle erschien im Mai 1914, einige Monate vor dem Ausbruch des Ersten Weltkriegs in der antinationalistischen und pazifistischen Zeitschrift Das Forum. Umfang: 5 Seiten.
Der Ich-Erzähler steigt nach einer Schiffsfahrt in Barcelona in den Zug, um heim nach Deutschland zu reisen. „Es gibt Stunden, in denen Mißmut die Beschäftigung mit dem eigenen Ich unratsam macht.“ In dieser Stimmung wünscht sich der Erzähler dringend etwas Lesbares herbei. An einem Bahnhof, noch in Spanien, ersteht er verzweifelt das einzige Büchlein, das er auf Französisch kriegen kann.
Der „sehr berühmte Autor“ des illustrierten Schmökers ist Mitglied der Académie Française. Er schildert eine Episode, in der ein hoher französischer Offizier seinen Sohn auf ein elsässisches Schlachtfeld des Deutsch-Französischen Kriegs führt. Sie beobachten deutsche Soldaten beim Manöver, und der Offizier ergeht sich in hasserfüllten Tiraden über die Deutschen (On distingue déjà les faces bestiales, mâchoires de dogue, poils roux sous les yeux verts ...).
Der Reisende legt die Hassschrift verbittert beiseite: „So also schreibt unter entwickelten, unter hocherzogenen Menschen ein Autor, den sie für unvergänglich erklärt haben, und zehntausenderweise wird dergleichen heute in ein europäisches Volk geschleudert.“ Er kommt mit einem zugestiegenen Franzosen in ein anregendes Gespräch, und als die Sprache auf seine Lektüre kommt, sagt dieser „leise, durch die Zähne: Ah, le misérable“.
Dem frankophilen Bruno Frank war die Aussöhnung zwischen Deutschland und Frankreich zeitlebens ein Herzensanliegen. Ausführlich befasste er sich mit diesem Thema 1928 in der Politischen Novelle und 1940 in der Erzählung Sechzehntausend Francs.

## „Bigram“, Novelle (1921)
Die Novelle erschien erstmals 1921 in dem Sammelband Bigram. Neue Erzählungen im Musarion Verlag in München. Umfang: 38 Seiten, Abschnitte 1–8.
Paul Bigram, jüngster Sohn eines Kaufmanns, wohnt auch nach dem Tod des Vaters mit seiner Mutter zusammen, mit der ihn eine sehr innige Beziehung verbindet. Er „verweigert sich dem tätigen Leben“ und seine Mutter hatte schon recht, man redete über ihn: „Nichts ist ja der heutigen Gesellschaft unfaßbarer, als daß ein Mensch, der nicht in einer goldenen und nicht in einer kronengeschmückten Wiege gelegen hat, dennoch darauf verzichtet, sein Leben im Erwerb oder im Ehrgeiz draufgehen zu lassen. Daß einem das Leben selbst, das bloße Dasein, wichtiger sein könnte als der Gewinn seiner Mittel, ist eine monströse Vorstellung.“
Nach dem Tod der Mutter führt er „ein Leben des pflichtenlosen Genusses“. Er bereist vier Jahre lang die halbe Welt. „Zwar besitzt er künstlerische Anlagen, hält sie aber für nicht hervorragend genug, um sie auszubilden und schließlich doch nur ein Künstler des Mittelmaßes zu werden. Von lebensheiterem Naturell, ist er zu uneitel für die Kunst.“ Sobald seine ererbten Mittel zur Neige gehen, „zieht er sich auf die Insel Bornholm zurück, um dort eine angesehene Doggenzucht aufzubauen, von deren Erträgen er leben kann. Neben seinen Hunden gibt er sich vollkommen zweckfrei dem Studium der Welt hin und liest – ein vermeintlicher Sonderling, der ein glückliches Leben führt“ und verschmitzt einem Welpen aus den Schriften Carl von Linnés das Kapitel über den Hund vorliest. In den drei letzten Abschnitten hält sich der Berliner Arzt Alexander Ruge mit seiner Freundin zu einem kurzen Ferienaufenthalt auf Bornholm auf. Sie lernen zufällig Paul Bigram kennen, dessen Lebensführung sie in Erstaunen versetzt und zur Bewunderung herausfordert.
„Paul Bigrams Lebensentwurf trägt Züge von Franks eigener Existenz.“ Auch er kam aus gesicherten Verhältnissen, ohne sich darauf auszuruhen. „Man stelle sich Bruno Frank vor, der, ebenso heiter und uneitel, in Gesellschaft einer Dogge und eines Pudels lebend, in den Jahren seiner Feldafinger Eremitage nur kleine Arbeiten veröffentlichte, aber Pläne für die größeren Werke der folgenden Jahre sponn: eine Prosa, in der das autobiographische Element bald in den Hintergrund trat.“ Die beiden letzten Abschnitte der Novelle widmet Bruno Frank zum großen Teil Paul Bigrams Doggen und seiner Zucht. Man merkt, dass hier ein Hundefreund spricht.
Die Erzählung Gespräch auf der Altane vereint Alexander Ruge und Paul Bigram wieder in Berlin zu einem Gespräch über die Probleme künstlerischen Schaffens. Auch der Maler Stefan Mulzer, mit dem sich Bigram auf seinen Reisen schon kurz über diese Problematik unterhalten hatte, kommt zu dem „Gespräch auf der Altane“ hinzu.

## „Blutsprüfung“, Erzählung (1934)
Die Erzählung erschien erstmals 1934 in Cervantes. Ein Roman im Querido Verlag, einem Exilverlag in Amsterdam, und wurde 1935 in der Tarnschrift Deutsch für Deutsche abgedruckt, die in der Miniatur-Bibliothek des Verlages für Kunst und Wissenschaft, Albert Otto Paul, in Leipzig erschien. „Unter dem Umschlag dieses Lehrbüchleins für besseren Ausdruck in der eigenen Muttersprache verbarg sich das Deutsch – die deutsche Literatur –, das von den Nazis verbrannt und verboten worden war.“ (Theo Pinkus im Nachwort zu dem Nachdruck von 1978). Umfang: 5 Seiten.
Bereits 1930, wenige Jahre vor der Machtübernahme hatte Frank in seiner Komödie Sturm im Wasserglas den Rassenwahn der Nationalsozialisten in einer Rassehundparabel der Lächerlichkeit preisgegeben. In der Erzählung Blutsprüfung, einer kurzen Einlage in seinem Roman Cervantes, präsentiert er das Märchen Des Kaisers neue Kleider „in neuem Gewand“.
Cervantes wohnt der Theatervorstellung eines durch und durch unfähigen Autors bei, der das Publikum mit tödlicher Langeweile quält. Eines der beliebten, weil üblicherweise unterhaltsamen Zwischenspiele hat sich Cervantes ausgedacht. Ein Schmierendirektor „ohne Truppe, ohne Kostüme, ohne Kulissen“ verspricht den Zuschauern eine „Vorstellung voll der rarsten Wunder“. Aber nur der werde seine Freude daran haben, „der wirklich ganz rassenrein ist. Maurenabkömmlinge, Judenstämmlinge, die sehen nichts.“ Die Angst unter den Honoratioren ist naturgemäß groß, denn wer schon könnte sich in dem spanischen Schmelztiegel eines „reinen“ Stammbaums erfreuen? Der Direktor führt den biblischen Simson vor, wie er die Säulen des Tempels einreißt, zaubert einen wütigen Ochsen herbei, der alle in Angst und Schrecken versetzt usw. usf. Und alle geben vor, zu sehen, was nicht zu sehen ist. Zuletzt tritt ein tatsächlicher Offizier auf, der Quartier für seine Soldaten sucht. Die Zuschauer sind „ganz ausgelassen vor Rassenglück“ und treiben ihren Spaß mit ihm, bis „die ganze reinblütige Gesellschaft ihre Prügel bezieht“.
Das Publikum im Theater bricht in „Jubelgeschrei und Bravogelächter“ aus. „Auf den vornehmen Plätzen verhielt man sich zurückhaltend und verstimmt.“ Vor dem Theater trifft Cervantes den Darsteller des Schmierendirektors. Sie singen zusammen ein „schlichtes Liedchen, soeben erfunden“: „Rassenrein, rassenrein, will heut jeder Esel sein.“

## „Chamfort erzählt seinen Tod“, Romanfragment (1945)

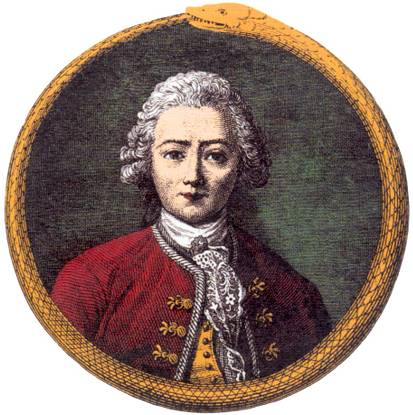
Nicolas Chamfort

Das Romanfragment erschien erstmals in der Zeitschrift Die neue Rundschau (Sonderausgabe zu Thomas Manns 70. Geburtstag) am 6. Juni 1945, vierzehn Tage vor Bruno Franks Tod. Danach wurde es 1957 in dem Auswahlband Ausgewählte Werke. Prosa, Gedichte, Schauspiele im Rowohlt Verlag in Hamburg veröffentlicht. Umfang: 6 Seiten.
Das Fragment ist das erste Kapitel eines geplanten Romans über den französischen Schriftsteller und Direktor der Nationalbibliothek Nicolas Chamfort, „ein Mann zweier Zeitalter“, der die Aufklärung und die französische Revolution erlebte. In einer Vorbemerkung bezeichnet Bruno Frank das geplante Werk als eine Autobiographie von Chamfort, „die er nie geschrieben hat“.
Nach einem missglückten Suizidversuch, mit dem er sich der Verhaftung durch das Revolutionsregime entziehen wollte, wird Chamfort unter Hausarrest gestellt. Ein Ärztekollegium ist bemüht, seine schweren Verletzungen zu kurieren. Er jedoch ist sich am Vorabend des Jahrs 1794 sicher, dass das kommende Jahr sein letztes sein wird. Er steht unter Aufsicht eines Gendarmen, der sich liebend um ihn bemüht. Eine Nichte seines „Lebens- oder Ablebensgefährten“ soll ihm bei der Niederschrift seiner Erinnerungen zur Hand gehen.
Eigentlich hatte der uneitle Autor nicht die Absicht, „den Versuchen meines fünfzigjährigen Daseins während meiner kurzen Zusatzfrist noch neue hinzuzufügen. Und am wenigsten kam es mir in den Sinn, über dies Dasein selbst, das ich als wertlos und fruchtlos ansah, als verschwendet, verzettelt, verwirkt und vertan, Aufzeichnungen zu hinterlassen.“ Ein sehr guter Freund versichert ihm aber, „nicht völlig werde meine Spur vergehen“. Wenn dies zutrifft, überlegt er, könnte es einen Nachgeborenen vielleicht interessieren, „etwas über die brüchige Existenz [des Autors] zu erfahren“. Drei oder vier Monate, so glaubt er, müssten „zur Abrundung eines gedrängten Lebensberichts“ genügen. „Reißt aber der Faden vorzeitig ab, bricht ein Blutgefäß ein oder rührt sich die Bleikugel, die irgendwo in meinem Kopfe steckt, so bleibt eben von einer durchaus fragmentarischen Existenz ein Fragment mehr zurück und mag sich verlieren.“
Das erste Kapitel der geplanten „Autobiographie“, das zugleich das letzte blieb und das Leben Bruno Franks als Schriftsteller beendete, schließt mit den Worten: „Und so, zwischen Sterben und Tod, im offenen Grab sitzend gewissermaßen, erstatte ich meinen Bericht.“
Am 23. November 1943 schrieb Bruno Frank seinem Verleger Fritz H. Landshoff, dem Leiter des Querido Verlags, über sein geplantes neues Werk:
„Ich bereite was Neues vor und will Dir sagen, was es ist. Ein sehr ehrgeiziger Plan. Eine große, ausgreifende Erzählung aus der Zeit der Restauration (etwa die Zeit des jungen Balzac). Das ist eine höchst merkwürdige Periode, die zu der unsern viele Parallelen aufweist. Alle Elemente, aus denen sich die Geschichte der neueren Welt zusammensetzt, stoßen da auf engem Raum zusammen: der Feudalismus, sterbend in den letzten Bourbonen; das Großbürgertum, die »Bank«, die durch ihre Exponenten Laffitte und Casimir-Périer die Revolution von 1830 zum Scheitern bringt und sich in Louis-Philippe ihr Instrument schafft; und das europäische Proletariat dieser frühindustriellen Epoche, das in den furchtbaren Aufständen in Lyon zum ersten Mal bewußt demonstriert.“
Das Fragment liegt auch als Hörbuch-CD vor: Hans Joachim Schädlich liest Bruno Frank: Chamfort erzählt seinen Tod. Fragment eines Romans.

## „Das Böse“, Novelle (1911)
Umfang: 12 Seiten.
Der junge Herr Antonio schlendert fröhlich durch die Gassen von Florenz. Er begegnet einem heruntergekommenen Menschen, der im Laufen einen kleinen Hund fortwährend brutal gegen die Mauer schlägt. Nach einigem Zögern verfolgt er den Tierquäler, der unter einem Torbogen dem Hund ein glühendes Eisen ins Auge stößt. Antonio erlöst die gequälte Kreatur durch einen Schuss aus seinem Revolver. Ergriffen von Hass und Rachegelüst sinnt er nach einer Bestrafung des Unmenschen. Der Tod wäre eine zu milde Strafe, man müsste ihn quälen, wie er den Hund gequält hat. Aber das hieße, ein Verbrechen durch ein Verbrechen zu sühnen! In vermeintlicher Ausweglosigkeit und nach hartem innerem Kampf erschießt er sich selbst.

## „Das Goldbergwerk“, Novelle (1914)
Die Novelle erschien erstmals in der Zeitschrift Simplicissimus unter dem Titel Kuxe ... Kuxe ... am 22. März 1914. Danach wurde sie 1916 in dem Sammelband Der Himmel der Enttäuschten. Novellen im Verlag Albert Langen in München veröffentlicht. Umfang: 9 Seiten.
Der fünfzigjährige Herr Ernst von Friemelt, Besitzer eines Goldbergwerks und „Herrscher über dunkle Regimenter lederbekleideter Bergleute, lag auf den Tod“ in seinem Krankenhausbett, umsorgt von einer Krankenschwester, die er in gewohntem Befehlston herumscheucht. Ohne Angehörige und ohne Freunde, ein skrupelloser Ausbeuter und „kalter Oberherr“, liegt ihm nur eines am Herzen: Gold, Gold, Gold. Er bemerkt einen Goldzahn im Mund der Schwester und fängt alsbald an zu fantasieren: „Fabelhaftes Geschäft!“. Die Schwester „zuckte zusammen, schauderte“ und macht sich auf den Weg, um den Arzt zu verständigen. In seiner Fieberfantasie wähnt sich der Kranke vor einem Auditorium von Kapitalanlegern. Er bedrängt sie inständig: „Alles Gold aus den Gräbern!“ Es gäbe „Millionen von totem Kapital“, „einunddreißig Millionen Tote jährlich“. Wenn nur jeder einunddreißigste „verwertbar“ sei, tue sich eine Goldgrube auf: „Goldplomben. Goldkronen, Goldbrücken.“ Die Herren sollten unbedingt Kuxe kaufen, sonst mache er das Geschäft allein. Wie um seine Rede zu unterstreichen, schlägt er mit einer Gesteinsprobe gegen sein Goldgebiss. „Aber hier sprang eine der goldenen Hülsen ab, drang ihm in die Kehle und erstickte ihn.“
In einer Nebenszene huldigt Bruno Frank seinem späteren Schwiegervater Max Pallenberg, einem der bedeutendsten Charakterkomiker im ersten Drittel des 20. Jahrhunderts.

## „Die treue Magd“, Schauspiel (1916)
Umfang: 117 Seiten.
Vor 25 Jahren zerbrach Mathildes Beziehung zu Hermann Sohnrey. Nach seiner Heirat versieht sie bei ihm die Stelle einer Haushälterin. Als Vertrauensperson der Kinder verhilft sie der Tochter Ruth zu dem ersehnten Ehemann und bewahrt den Sohn Günther vor einem Eklat wegen eines unberechtigt ausgestellten Wechsels.

## „Die Schwestern und der Fremde“, Schauspiel (1918)
Umfang: 125 Seiten.
Rudolf verlobt sich aus Mitleid mit der todkranken Cordula, die er nicht liebt, und betreut sie in den letzten Monaten ihres Lebens. Nach ihrem Tod gesteht ihre Schwester Judith Rudolf ihre Liebe. Er jedoch bekennt, dass er unfähig zur Liebe und zu keiner Beziehung imstande sei.

## „Die Trösterin“, Schauspiel (1919)
Umfang: 80 Seiten.
Sibylle, die glücklich verheiratete Frau des Arztes Dr. Landenberger, geht mit dem Maler Rottacker, der sich in einer Schaffenskrise befindet, aus Mitleid ein Verhältnis ein. Als Landenberger von dem Ehebruch erfährt, ist er tief getroffen, verzeiht aber resigniert seiner Frau.

## „Das Haar“, Novelle (1921)
Die Novelle erschien erstmals in der Zeitschrift Das Tage-Buch am 12. Februar 1921 unter dem Titel Das Haar. Novelle und im gleichen Jahr in dem Sammelband Bigram. Neue Erzählungen im Musarion Verlag in München. Umfang: 12 Seiten, Abschnitte I-VI.
Während der Berliner Arzt Alexander Ruge in seinem Ferienhotel sein erstes Mittagsmahl einnimmt, treffen sich seine Blicke mit den Blicken einer Frau, „eine blitzgleiche Verständigung“, die ihm das „Herannahen eines Abenteuers“ verheißt. „Die Frau vor ihm war schön. ... Über allem aber ruhte und strahlte ihr Haar, eine Last, eine Krone, ein Helm von goldenem Haar, eine Freude dem Auge, eine mächtige Lockung, ein fast ergreifender Reiz.“ Nach der Abendmahlzeit nähert er sich der Frau, und ohne große Worte vereinbaren sie ein intimes Stelldichein. Alexander, der kleine, unverbindliche Abenteuer liebt, sucht sie zu später Stunde in ihrem Zimmer auf. Man kommt sich näher und näher, und Alexander wird nicht müde, ihr Haar zu preisen. Sie soll diese Pracht vor ihm ausbreiten, bittet er. Sie bricht in Weinen aus und flüstert ihm ins Ohr: „Es ist tot.“
Vor vier Jahren heiratete sie einen älteren Mann, „sehr reich, auch elegant“, der rasend in sie verliebt war. Aber schon in den Flitterwochen quälte er sie mit furchtbaren Eifersuchtsszenen, die in der Folge schlimmer und schlimmer wurden. Und nach jedem Ausbruch seines Wahns fiel er mit „maßlosen barbarischen Liebkosungen“ über sie her. Einmal, „sein Mund verbiß sich über meiner Stirn, er sog und trank und malmte“, fiel er ohnmächtig in sich zusammen. In ihrer Panik griff sie zur Schere, schnitt die Strähnen vor seinem Munde fort, und „in meiner Raserei schnitt ich mein ganzes Haar ab“. Sie nahm sich vor, alle Rücksicht nun fallen zu lassen und ihre Wirkung auf andere Männer zu erproben, auch und gerade mit dieser Perücke aus ihrem eigenen Haar. Aber es kam so, wie es ihr Mann prophezeit hatte. Ein Fluch, eine „bittere Wollust“ trieb sie dazu, „im höchsten Moment“ ihr Geheimnis preiszugeben.
Alexander versucht halbherzig, sie zu trösten, aber im Innern ist er erstarrt. „Er zwang sich zu ihr, und er besaß sie. ... Sie lag da mit weitoffenen Augen, die ins Leere sahen, und sprach mit schlaffer Stimme, in der keine Hoffnung war: ‚Geh nur, geh.‘ ... Und bald ging er wirklich.“
In der Erzählung Gespräch auf der Altane erzählt Alexander seinem Freund Paul Bigram die Erlebnisse seiner Liebesnacht mit der schönen, gebrandmarkten Frau in einer Kurzfassung.

## „Der Bräutigam“, Novelle (1920)
Die Novelle erschien erstmals 1920 in der Sammlung Gesichter. Gesammelte Novellen im Musarion Verlag in München. Umfang: 16 Seiten.
Der alte Herr von Saint-Briac, der „berühmte alte Sünder“, gibt in „einem Zirkel von vornehmen jungen Leuten“ eine Episode aus seiner Sturm-und-Drang-Zeit zum besten. Vor einigen Jahrzehnten zwang ihn eine Spielaffäre, schleunigst aus Paris zu verschwinden. Auf der Reise traf er im Postwagen einen jungen Mann, der wie er unterwegs nach Lyon war und dort die vermögende Tochter eines Seidenfabrikanten heiraten sollte. Saint-Briac „fühlte Verachtung und vielleicht auch ein wenig Neid“ und setzte sich in den Kopf, dem jungen Schnösel, der noch völlig unerfahren in Liebesdingen schien, am Vorabend seines großen Tages einen Streich zu spielen.
In Lyon stiegen sie in einem Gasthof ab und begaben sich in „das nette Wirtshaus der Witwe Tournemain“, um sich zu amüsieren. Dort gabelten sie zwei Dämchen auf, die ihnen willfährig auf ihre Zimmer im Gasthof folgten. Doch „das Herz des guten Jungen“ überstand nicht die Aufregungen einer wilden Nacht, und Saint-Briac musste seine Aufbahrung veranlassen. In seiner eigenen misslichen Lage erfasste ihn „an Stelle des Erbarmens“ Unmut über „das kleinliche Behagen des Geldbürgertums“ und ihm kam „ein etwas frivoler Einfall“.
Er beschloss, in die Rolle des Verstorbenen zu schlüpfen und den Schwiegereltern seine Aufwartung zu machen. Die junge Braut würde von ihm „ein Schicksal bekommen“, „dieses Erlebnis würde, so sagte ich mir, ohne ihr zu schaden, gerade ausreichen, um ein wenig Romantik, um den melancholischen Schimmer eines Schicksals über ihr Dasein hinzubreiten, das sonst an der Seite irgendeines pfahlbürgerlichen Ehemanns allzusehr des Glanzes hätte entbehren müssen.“ Beim Tête-à-Tête mit seiner „Verlobten“ („alles [an ihr] war ganz entzückend siebzehnjährig“) gestand er in geheimnisvollen Andeutungen, dass er sie nicht heiraten könne, weil sein Tod unmittelbar bevorstehe.
Als Saint-Briac ein paar Jahre später wieder nach Lyon kam, traf er zwar nicht seine „Ex-Braut“, aber er bekam ihren Mann zu Gesicht, denn sie hatte inzwischen geheiratet: „Er sah aus wie ein schlechter Kupferstich aus einem nachgedruckten Roman von Richardson ...“

## „Der Engländer“, Novelle (1924)
Die Novelle erschien erstmals in der Zeitschrift Das Tage-Buch am 20. September 1924 unter dem Titel Mary Queen of Scots (Maria Königin der Schotten). Danach wurde sie 1927 in der Sammlung Ein Konzert. Novellen unter dem Titel Der Engländer im Gustav Kiepenheuer Verlag in Potsdam veröffentlicht. Umfang: 7 Seiten.
Alexander gerät in englische Kriegsgefangenschaft. Die Gefangenen werden korrekt behandelt, aber „wie Menschen sechster Ordnung“. Ein neuer Lagerkommandant entzieht den Gefangenen alle Vergünstigungen und lässt die „Barbaren“ seine abgrundtiefe Verachtung spüren. Die Demütigungen wecken in Alexander einen „Nationalhass“ auf die Engländer. Nach seiner Entlassung kämpft er vergebens gegen dieses Gefühl an, dessen er sich schämt. Eine Reise nach London soll ihm den Glauben an die Engländer zurückgeben, aber die Brille des Hasses verblendet ihn. In einem Vergnügungspark trifft er in einer Glasmenagerie auf den ehemaligen Kommandanten. Vom Aufseher erfährt er, dass dieser stunden- und tagelang vor dem Glaskäfig der inbrünstig betenden Maria Stuart zubringt. „Er glaubte. Er glaubte an Mary Queen of Scots wie er an die Barbaren geglaubt hatte.“ Als sich der Kommandant Arm in Arm mit der Stuart-Darstellerin entfernt, ist Alexander wieder mit England versöhnt.
Der Kampf gegen den Nationalhass ist eines der Herzensanliegen von Bruno Frank, das er unter anderem 1928 in seiner Politischen Novelle und 1940 in seiner Erzählung Sechzehntausend Francs am Beispiel der deutsch-französischen Erbfeindschaft thematisiert.

## „Der General und das Gold“, Schauspiel (1932)
Umfang: 169 Seiten.
Das Schauspiel schildert das Leben des Schweizer Auswanderers Johann August Sutter zwischen der Landnahme in Nordkalifornien 1839 und seinem Tod 1880 in Washington, D.C., die Geschichte eines Mannes zwischen Michael Kohlhaas und Don Quijote. Sutter schuf sich in Kalifornien ein blühendes Reich mit riesigen Ländereien und landwirtschaftlichen Betrieben. In Folge des großen Runs auf das kalifornische Gold wurde Sutters Besitz zerstört. In jahrzehntelangen, endlosen Prozessen klagte er auf Schadenersatz, bevor er am Ende seines Lebens dem Wahnsinn verfiel.

## „Der Glücksfall“, Novelle (1910)
Die Novelle erschien erstmals in zwei Folgen in der Zeitschrift März am 4. und 18. Oktober 1910. Danach wurde sie 1911 in der Sammlung Flüchtlinge im Verlag Albert Langen in München veröffentlicht. Der Titel verweist auf „das Zentralmotiv der Novellensammlung, die Fluchtversuche der Protagonisten – die Flucht in das Leben, die Flucht in den Tod, die Flucht in die Kunst“. Umfang: 31 Seiten.
Der Notariatsschreiber Matuteit aus Erfurt gewinnt in der Lotterie 45.000 Mark. Er kündigt den ungeliebten Job und reist zum Karneval nach München, um sich zu amüsieren. Da ihm jedoch die Ader dazu fehlt, stürzt er sich stattdessen in einen Kaufrausch, der ihn auch nicht befriedigt.
„Der erhoffte Schicksalswechsel bleibt aus, denn der plötzlichen materiellen Sorglosigkeit entspricht kein Wandel im Wesen des Protagonisten. Er ist unfähig, den ihm zugefallenen Wohlstand zu genießen. So konstatiert der Erzähler, ‚daß die Elastizität der menschlichen Seele begrenzt und eine ungeheure plötzliche Dehnung nicht die Sache ist, die sie am besten vertrüge‘. Der Notariatsschreiber bringt innerhalb eines Dreivierteljahres seinen gesamten Gewinn durch und fühlt sich dadurch geradezu erlöst. Sozial determiniert, bleibt er von der bürgerlichen Schicht ausgeschlossen, weil er weder ihre Regeln kennt noch ihre Kunst zu verstehen vermag.“
Die Geschichte verläuft am Schluss ins Leere, und Frank betrügt seine Leser um die Pointe, indem er sie auffordert, „dem Bericht sein ordentliches Schwanzstück anzufügen“.

## „Der Goldene“, Novelle (1921)
Umfang: 29 Seiten, Abschnitte 1–18.
Ein junger Mann wird wegen Vergewaltigung zu zwei Jahren Zuchthaus verurteilt. Im Gefängnis erträgt er die Schikanen des Wärters, der schließlich seine einzige Freude, einen kleinen Goldkäfer tötet. Der junge Mann schwört, sich zu rächen. Wieder in Freiheit, überfällt er den Wärter und würgt ihn fast zu Tode, besinnt sich aber als er erkennt, dass auch der Wärter ein Lebewesen ist wie jedes andere, und wie fragwürdig die Unterscheidung zwischen Gut und Böse ist.

## „Der Himmel der Enttäuschten“, Novelle (1920)
Die Novelle erschien erstmals in der Zeitschrift Jugend am 29. August 1914. Danach wurde sie 1916 in der Sammlung Der Himmel der Enttäuschten. Novellen im Verlag Albert Langen in München veröffentlicht. Umfang: 20 Seiten.
Der Ich-Erzähler lässt sich in Paris in einem Park auf einer Bank nieder. Neben ihm nimmt ein Fremder Platz. Als seinem Banknachbarn ein Seufzer entschlüpft, erkundigt sich der Unbekannte mitfühlend nach seinem Kummer. Jetzt merken beide, dass sie alte Bekannte sind. Vor Jahren hatten sie sich im Hafenviertel von Marseille kennengelernt und sich gemeinsam aus einem gefährlichen Krawall gerettet. Es mochte seltsam anmuten, dass der ehemalige Steuermann einen vermeintlich Wildfremden unvermittelt auf seine Befindlichkeit ansprach, aber er wollte dem alten Bekannten gerne seine Beweggründe nahebringen.
„Ich arbeite im Dienst eines Trostinstituts“, lässt Herr Barboza verlauten. In einer großen Stadt wie Paris gäbe es „Befriedigung für alle Bedürfnisse“. Aber „gekränkte Eitelkeit, getäuschter Ehrgeiz, unbelohntes Streben“, das seien Wunden, für die es bisher noch keine Heilung gab. Seine Organisation nimmt sich dieser Enttäuschten an und bietet ihnen die Erfüllung ihrer geheimen Wünsche. Dem erfolglosen Politiker wird ein Podium geboten, wo er vor „begeisterten Anhängern“ seine mitreißenden Reden halten kann. Der verkannte Ästhet findet ein ergriffenes Publikum und der „Plumpe und Geistlose“ darf sich „als Mittelpunkt eines glänzenden Kreises fühlen“.
Ungläubig gibt der Erzähler zu bedenken, dass diese Leute doch zweifellos den Theaterklamauk durchschauten. Barboza lässt das nicht gelten: „Oh, liebster Freund, wie sehr unterschätzen Sie die menschliche Natur! ... Der Mensch hat eine unglaubliche Fähigkeit, seine Augen zu verschließen ...“ In der Absicht, ihn vielleicht doch zu überzeugen, nimmt Barboza den Erzähler mit zu einer dieser Veranstaltungen. Sie treffen einen „armen Narren“ an, „ein kleiner, magerer Mensch von unappetitlich käsigem Teint und ohne Haare“, der sich für einen begehrten Frauenhelden hält und gerade in heftige Händel mit seinen vorgeblichen Rivalen verwickelt ist ... – Sie verlassen die Stätte wieder, und Barboza fragt seinen alten Bekannten, was denn der Grund seines Kummers sei. Ja, gesteht dieser, er habe jemand verloren, aber dagegen lasse sich wohl nichts machen? Doch, sagt Barboza langsam: „Beten.“

## „Der Kaiser“, Erzählung (1921)
Die Erzählung erschien 1921 in der Zeitschrift Die Gäste. Eine Halbmonatsschrift für die Künste im ersten Heft des ersten Jahrgangs. Umfang: 1 Seite.
Zu seinem fünfzigsten Regierungsjubiläum verlässt der Kaiser von China die Verbotene Stadt und zeigt sich seinem Volk. Ein silberner Adler senkt sich hernieder und überbringt dem Kaiser die Botschaft: „Dir, Kaiser, sei ein Wunsch gewährt!“ Im Bestreben, seinem Volk Gutes zu tun, bittet er den Himmel, dass „einem Jeden das gewährt werde, was er in diesem Augenblick von ganzem Herzen wünscht!“ Kaum kommt der Wunsch über seine Lippen, und schon „erblickten seine Augen das Grauen der Grauen“. Ringsum steht sein Volk enthauptet, denn jedermann wünschte sich seinen Vordermann einen Kopf kleiner, um den Kaiser besser sehen zu können. Der Kaiser ruft abermals den Himmel an, und „alles war wie zuvor“. Seitdem mied der Kaiser sein Volk und verließ niemals mehr die Verbotene Stadt. In seiner Einsamkeit spielte er mit seinen zahmen Vögeln: „mit dem goldenen Fasan, mit dem weißen Pfau und mit dem Pelikan, der bereit ist, sein Blut zu vergießen“.

## „Der Marschall“, Novelle (1916)
Die Novelle erschien erstmals 1916 in der Sammlung Der Himmel der Enttäuschten. Novellen im Verlag Albert Langen in München. Umfang: 18 Seiten.
Am 18. August 1847 wurde in Paris die Herzogin von Choiseul-Praslin, Tochter des Grafen Sebastiani, Marschalls von Frankreich, in ihrem Palais ermordet aufgefunden. Der Fall schlug große Wellen in der Öffentlichkeit, und der Verdacht fiel sofort auf den Gatten der Ermordeten. Der Oberste Staatsanwalt, Paul von Fronsac, der mit dem Vater der Toten befreundet war, musste die Anklage übernehmen. – Einige Tage nach dem Mord fährt Fronsac zu seinem Freund, um ihn seines Mitgefühls zu versichern und ihm Trost zu spenden. Sebastiani äußert über den Mord: „Eine harte Geschichte, Fronsac.“ Dieser staunt über die gefasste Haltung seines Freundes und antwortet ihm: „Du trägst sie gut.“ Sebastiani kontert: „Du meinst, ich trage sie zu gut.“
Und nun erzählt er eine Begebenheit aus seiner militärischen Laufbahn, die sich vor vierzig Jahren abspielte, als Napoleon ihn als Botschafter nach Istanbul entsandt hatte. Dort verursachte er „den Tod einer schönen, einer wunderschönen jungen Frau“, und seitdem ist er „auf eine Katastrophe von solcher oder ähnlicher Art“ vorbereitet, „und nun, da es meine Tochter getroffen hat ... kommt mir gerade das als die natürlichste und richtigste, sozusagen als die einzig logische Erfüllung meiner Angst vor.“
In seiner Eigenschaft als Botschafter gelang es ihm damals, auf diplomatischem Weg den Angriff der Engländer auf das Reich des Sultans zu verhindern. Sultan Mehmet, der ihm dafür seinen Dank erzeigen wollte, suchte ihn persönlich in der Botschafterresidenz auf und sagte zu ihm: „Hast du einen Wunsch, General? Du kannst haben, was du willst!“ Sebastiani gestand dem Sultan, sein größter Wunsch sei es, einmal den Harem von innen sehen zu dürfen. Am nächsten Tag führte ihn der Großwesir durch den Serail, aber kein einziges dieser „banalen, angefetteten Geschöpfe“ entsprach seinem Geschmack. Schließlich trafen sie auf eine Zypriotin, „ein ganz junges, schlankes und braunes Geschöpf.“ Ihn „ergriffen Mitleid und Begierde“ und er küsste „ihre braune, feste Hand auf das Gelenk.“ Schon im Abschied begriffen, fragte ihn der Großwesir im Auftrag seines Herrn, ob er an einer Frau Gefallen gefunden habe. Sebastiani bezeichnete ihm die Zypriotin, und der Wesir versprach ihm, er solle sie noch heute Abend zum Eigentum erhalten.
Fronsac unterbricht ungeduldig den Erzähler und fragt ihn: „Der Sultan hat sie hinrichten lassen, wie?“ Noch viel schlimmer sei es gewesen, antwortet ihm sein Freund. – Am Abend brachte ihm „der schwarze Trabant ihren Kopf“, und überreichte ihm eine Botschaft des Sultans: „Als Rechtgläubiger kann ich Dir, einem Christen, nicht eine Frau von meiner Religion überlassen.“ Aber so könne Sebastiani jedenfalls gewiss sein, dass diese Frau „auch sonst keinem Manne mehr gehören wird.“ – Unterdessen überbringt ein Amtsdiener dem Staatsanwalt eine Mitteilung: der Mörder, Sebastianis Schwiegersohn, hat sich im Gefängnis vergiftet.

## „Der Papagei“, Novelle (1909)
Die Erzählung erschien erstmals 1909 in der Zeitschrift Arena unter dem Titel Herr Komerell und der Papagei. Danach wurde sie 1911 in der Sammlung Flüchtlinge im Verlag Albert Langen in München unter dem Titel Der Papagei veröffentlicht. Der Titel der Sammlung verweist auf „das Zentralmotiv der Novellensammlung, die Fluchtversuche der Protagonisten – die Flucht in das Leben, die Flucht in den Tod, die Flucht in die Kunst“. Umfang: 14 Seiten.
Heinrich, der jüngste Sohn des Medizinalrats Gottfried Komerell, lebte nach der Schule einige Semester in Tübingen, „verbrachte seine Zeit damit, die Wahrheit zu suchen und den Lärm zu fliehen“, ohne einem Studium nachzugehen. Nachfragen seines Vaters wich er aus und sprach von der „Philosophie als von seiner himmlischen Mutter“. Schließlich zog er sich um 1860 in ein „unbeträchtliches Städtchen“ im württembergischen Unterland zurück. Hier fand er im Haus der Witwe Beyermeister eine Wohnung, die seinem krankhaften Verlangen nach extremer Stille entsprach.
Zurückgezogen arbeitete der glühende Verehrer Arthur Schopenhauers an einem philosophischen Werk über die „Heilsordnung“, das er Schopenhauer zu seinem Geburtstag verehren wollte. Er vertiefte sich in das Kapitel „Mitleid mit den Tieren“, in dem er unbedingt die „sehr tiefsinnige Anekdote“ von dem Brahminen erzählen würde, der lieber selbst sterben wollte, als den Tod des armseligsten Tieres zu verschulden. Versunken in seine theoretischen Erörterungen, wurde er plötzlich durch einen lauten Schrei aus dem Nebenzimmer fast zu Tode erschreckt. Auf seine wütende Nachfrage gestand seine Vermieterin, dass eine ältere Dame ins Nachbarzimmer eingezogen war – mit einem Papagei.
Als Heinrich am nächsten Tag das angefangene Kapitel weiter ausarbeiten wollte, „schrie es, schrie dicht neben ihm, laut und gellend, und zerschnitt seine Gedanken“. „Ein roter Nebel schwamm vor seinen Augen, er warf den Stuhl um, riß die Tür auf und eine zweite, stand vor etwas Vergittertem, sah undeutlich das grün und rote Tier mit seinen Flügeln schlagen, griff zwischen den Eisen hindurch, spürte einen scharfen Schmerz in der Hand und drückte zu ...“ Am gleichen Tag las er in der Zeitung, dass Arthur Schopenhauer gestorben war. Einige Tage nach dieser Schreckensnachricht schrieb er seinem Vater, er werde – „mit starker Anspannung seiner Kräfte“ – nun doch sein Jurastudium zu Ende führen.

## „Der Schatten“, Novelle (1916)
Die Novelle erschien erstmals 1916 in der Sammlung Der Himmel der Enttäuschten. Novellen im Verlag Albert Langen in München. Umfang: 26 Seiten.
Ein erst 32-jähriger Bibliotheksbeamter bekennt, sein Leben sei „schon so gut wie abgeschlossen“, beruflich sei kein Fortkommen mehr zu erwarten, und eine Heirat würde nur seine geheiligte Ruhe stören. Einmal jedoch hatte er Leidenschaft gefühlt! Beim Besuch eines Kinematographen-Theaters verliebte er sich unsterblich in den „Schatten“ einer Darstellerin, so dass er hinfort keine Vorstellung mehr ausließ. Er nahm bei einem Taubstummenlehrer Unterricht, um die Mundbewegungen seiner „stummen“ Angebeteten deuten zu können. Und er hatte richtig vermutet: Seine Geliebte sprach nicht den vorgeblichen Text, sondern wechselte heiße Liebesworte mit ihrem Partner, aber sie galten nicht diesem, davon war er überzeugt, sondern ihm, der als einziger Zuschauer sie verstand und „sich die Frau statt des Schattens zu eigen nahm!“ Dann brach die Katastrophe herein: Die Filmvorführungen blieben urplötzlich aus. Die Schauspielerin hatte geheiratet und ihre Laufbahn aufgegeben, und alle Filmkopien waren vernichtet worden. Der geliebte Schatten war für immer aus seinem Leben entschwunden.
Zum Schluss wendet der Ich-Erzähler sich an die Leser und fragt sie, „unterscheiden sich die Abenteuer meines Herzens so sehr von den euern, über die niemand lacht?“.

## „Der Stolz des Privatdozenten Kaiser“, Novelle (1908)
Die Novelle erschien in der Zeitschrift Der Schwabenspiegel. Wochenschrift am 14. Januar 1908. Umfang: 2 Seiten.
Herr Emmanuel Kaiser, Privatdozent an der philosophischen Fakultät, hält zum fünften Mal seine Vorlesung über französische Literatur, vor einem „zum nicht geringen Teil weiblichen Auditorium“. Er verbreitet sich über Guy de Maupassant, einen wie er glaubt typischen Repräsentanten der französischen Leichtfertigkeit in der zweiten Hälfte des 19. Jahrhunderts. Ein Salonschriftsteller sei dieser Mann, ein „unreiner Geist“, „er habe die französische Frau, er habe die europäische Frau in den Schmutz gezogen“.
Während er gegen Maupassant wettert, fällt sein Blick „ganz dicht zu Füßen des Katheders auf etwas Helles und Glänzendes“, eine Haarnadel! „In diesem Moment schuf sich ein inneres Auge zu dem Kleinod auf der staubigen Diele die Gestalt einer Frau und eine Bewegung dieser Frau.“ Er erinnert sich an seine Pariser Studentenzeit, als er „fast aufs Haar das gleiche erlebte, wie der junge Mann in Maupassants Erzählung »Au printemps«“, und als er „im Grunde doch nur nach dem Herzen einer einzigen kleinen Pariserin“ zielte.
Herrn Kaiser dämmert es, „daß man etwas Großes verliert, wenn man mit der Jugend zugleich  allen Leichtsinn und – alle Empfindsamkeit verliert“. Fast unbegreiflich für ihn selbst, gewinnt „eine neue Denkart über ihn Macht“. Er weicht ab vom vorbereiteten Manuskript und hört sich Dinge sagen, die er vor einer Stunde nicht zu denken gewagt hätte.
Es ist wahrscheinlich, dass der 21-jährige frankophile Bruno Frank, der 1908 selbst noch studierte und dem anderen Geschlecht innig zugeneigt war, bei dieser Gelegenheit auch einen griesgrämigen und sittenstrengen deutschen Literaturkritiker auf die Schippe nehmen wollte. Seine Novelle war nach Im dunkeln Zimmer sein zweiter erzählerischer Versuch, mit dem er an die Öffentlichkeit trat.

## „Die Melodie“, Novelle (1911)
Die Novelle erschien erstmals 1911 in der Sammlung Flüchtlinge im Verlag Albert Langen in München. Der Titel verweist auf „das Zentralmotiv der Novellensammlung, die Fluchtversuche der Protagonisten – die Flucht in das Leben, die Flucht in den Tod, die Flucht in die Kunst“. Umfang: 38 Seiten.
Ein junger Gymnasiast wird bei einem Symphoniekonzert so ergriffen von einer kleinen Melodie, dass er es nicht mehr aushält im Konzertsaal. Zu Hause erwartet Lothar Schmidt die gutbürgerliche Geborgenheit seiner Familie. „Ich soll Zahnarzt werden“ geht es ihm durch den Kopf. Sein Vater, der Fabrikant, hat es so beschlossen, in ein paar Jahren soll er die glänzende Praxis seines Onkels Pelargus übernehmen. Der Vater spürt zwar den Widerwillen seines Sohnes, aber er kann bei dem scheinbar antriebslosen jungen Mann keinerlei besondere Veranlagung erkennen. Wie zur Musik fühlt er sich auch zur Literatur hingezogen, ohne jedoch seine Interessen mit Leidenschaft zu verfolgen. Auch die schüchterne Verehrung für ein junges Mädchen („sie schreitet wie eine Göttin“) lockt ihn nicht aus der Reserve und bleibt sein stilles Geheimnis. Die Zeit zwischen Abitur und Studium nutzt er für eine stille und einsame Wanderung durch die Rhön. Er genießt die Ruhe dieser drei Monate, und nur selten „passierte es ihm, daß das entfernte Surren einer zahnärztlichen Bohrmaschine die Stille ärgerlich unterbrach“.
Während des Studiums lernt er den fast vermögenslosen Hans Fortenbach kennen, charakterlich sein genaues Gegenteil, ein umtriebiger und strebsamer junger Mann. Als es Lothar gelingt, Fortenbach eine Assistentenstelle bei seinem Onkel zu vermitteln, schließt dieser sich immer enger an ihn an. Bei einer Festveranstaltung nähert Lothar sich schüchtern Fräulein Margot Potters, der jungen Tochter eines Lederfabrikanten, die seine Sympathie offenbar erwidert. Zuerst sehr zurückhaltend, fühlt er doch langsam eine starke Zuneigung in sich wachsen. Trotzdem scheint ihn eine seltsame Scheu zu hemmen, Margot seine Leidenschaft deutlich zu zeigen.
Nach Abschluss des Studiums muss Lothar seinen Militärdienst ableisten, während Fortenbach bei Onkel Pelargus eintritt. Als Lothar zufällig Fortenbach und Margot beim „Liebesgeflüster“ ertappt, bricht für ihn die Welt vollends zusammen. Beim abschließenden Manöver seiner Einheit, „atmete er im Marschieren ohne Zurückhaltung die eisige und stark nebelige Luft ein“. Zurück vom Manöver erkrankt er an Lungenentzündung. Sein Lebenswille ist gebrochen, und nach einigen Tagen scheidet er ruhig dahin. „Leicht möglich, dass er in diesem Augenblick eine gewisse Melodie zu vernehmen glaubte, ... überirdisch und gleichmütig, die er nun wohl ertragen ... konnte, weil ihn ... kein allzuschwieriges Leben mehr erwartete“.

## „Die Monduhr“, Erzählung (1933)
Die Erzählung erschien erstmals in sechs Folgen in der Vossischen Zeitung vom 21.–26. Juni 1933. Außerdem wurde sie im gleichen Jahr in der von Hermann Kesten herausgegebenen Sammlung Novellen deutscher Dichter der Gegenwart im Allert de Lange Verlag, einem Exilverlag in Amsterdam, abgedruckt. Danach wurde sie 1937 in dem Auswahlband Aus vielen Jahren im Querido Verlag, ebenfalls ein Exilverlag in Amsterdam, veröffentlicht. Umfang: 26 Seiten, Abschnitte 1–2.
Der vierzigjährige Ferdinand Purgstaller, Professor für arabische Sprache und Literatur in Wien, begibt sich zum Abschluss seiner Studienreise durch Marokko in Rabat zum Sultansschloss, um dem Prunkzug des Sultans zur Moschee beizuwohnen. Er erregt die Neugier von Soldaten der Schwarzen Garde, und ein junger Sussi kommt zu ihm herüber. Purgstaller schaut auf seine Taschenuhr: bald wird der Umzug beginnen. Der Sussi betrachtet „andächtig“ die Uhr. Er wird sich bald auch eine Uhr kaufen können, und „dann kann ich die Zeit stillstehen lassen, wenn ich fröhlich bin.“ Die Uhr zeigt nicht nur die Zeit, sondern auch die Phasen des Mondes an. Als der Sussi den Mond auf der Uhr erblickt, fragt er verwundert: „Kannst du den Mond stillstehen lassen, Herr? Bist du so mächtig?“
Der Prunkzug beginnt, und der Sussi reiht sich wieder ein. Aber „das Wunderspielzeug war stärker ... als alles“. Der Sussi verlässt seinen Platz, um noch einmal die Monduhr zu sehen. Zwei Leute aus der Garde springen herbei und führen den unbotmäßigen Sussi ab. Wie Purgstaller erfährt, wird der Delinquent zur Bastonade verurteilt werden, zum Zerprügeln der Fußsohlen. Durch Vermittlung des französischen Generalresidenten erhält Purgstaller eine Audienz beim Sultan und kann Gnade für Mohámmed ben Mohámmed el Mehenni, seinen Sussi erwirken. Dieser bedrängt seinen Retter, ihn mit sich zu nehmen, da er nach seiner Missetat in Rabat keine Zukunft mehr habe.
In Wien wird Purgstaller von Tini Kreittner, seiner Köchin empfangen. Als sie den „Dunklen“ sieht und erfährt, dass dieser die vakante Dienerstelle einnehmen soll, fällt sie aus allen Wolken. Aber der Dunkle lebt sich gut ein, verrichtet seinen Dienst zu vollster Zufriedenheit, und mit der Zeit gewöhnt sich Tini auch an seine unmäßige Anhänglichkeit. Unbehagen bereitet ihr nur seine seltsam inbrünstige Beziehung zu des Professors Monduhr. Dieser findet heraus, dass sich Mohámmed für das Dunkle im Mondkreis und Tini für das Helle hält. „Stetig war das Dunkle hinter dem Hellen her, und das Helle floh vor ihm.“ Bei Neumond verschwand das Helle, und der Sussi fürchtete, Tini zu verlieren, denn er liebte sie, „wie ein Mann die Frau“.
Tini lernt in einem Heurigenlokal einen netten Soldaten kennen, mit dem sie sich verlobt. Eines Nachts bedrängt Mohámmed sie: „Sie solle nicht fortgehen ... ihr Leben und sein Leben, das sei dasselbe, das sei durch Zauber aneinandergebunden, und wenn sie den Bund zerreiße, dann müsse Mohámmed sterben.“ Er zeigt ihr die Monduhr, auf der beide Hälften gleich sind, „heute könne das Helle dem Dunklen nicht entfliehen“. In ihrer Angst greift sie nach der Uhr und schleudert sie dem Sussi ins Gesicht. Mohámmed erstarrt, taumelt zurück – und ersticht sich mit seinem großen Messer. „Wie ein Schrank ist er umgefallen“, erzählt Tini später dem Professor.
Erika Mann und Klaus Mann schreiben in ihrer Darstellung des deutschen Exils Escape to life von 1939: „...die meisterhaft knappe Erzählung Die Monduhr ist während der ersten Wochen des Exils beendet worden: sie war die letzte Arbeit Bruno Franks, die noch in einer Berliner Zeitung erscheinen konnte.“

## Die Mutter einer ganzen Stadt, Novelle (1910)
Die Novelle erschien erstmals in der Zeitschrift Simplicissimus am 10. Oktober 1910. Danach wurde sie 1911 in der Sammlung Flüchtlinge im Verlag Albert Langen in München veröffentlicht. Der Titel verweist auf „das Zentralmotiv der Novellensammlung, die Fluchtversuche der Protagonisten – die Flucht in das Leben, die Flucht in den Tod, die Flucht in die Kunst“. Umfang: 8 Seiten.
Die alte Frau Cornelius wird beerdigt. Nach der Grabrede wird ein Werk des jungen Komponisten Franz Brodersen aufgeführt, von ihm selbst dirigiert. Der alte Medizinalrat bietet Brodersen an, ihn in seinem Wagen mitzunehmen. Das Gespräch zwischen beiden gerät zum Monolog, offenbar will sich der Medizinalrat nur aussprechen. Er beklagt, dass nur wenige Trauergäste anwesend waren. „Es ist ein sonderbares Schicksal für eine Mutter, wenn ihre vielen, vielen Kinder sie alle verleugnen, Brodersen.“
Der glaubt, sich verhört zu haben, denn die alte Dame war „vierzig Jahre lang Witwe gewesen und kinderlos gestorben“. „Die Stadt war ein Nest damals, ein Provinzschlupf, rein gar nichts. ... Da floh diese Frau zu uns her und verbesserte die ganze matte Rasse.“ Frau Cornelius war „seinerzeit die schönste Frau“ am Ort, und alle erlagen ihrem Zauber. „Alles, was hier bei uns im letzten Jahrzehnt in die Höhe gekommen ist, mit Elan in die Höhe gekommen meine ich, nicht so auf die alte, filzige, verhockte Art, – das sind lauter Kinder von Frau Cornelius.“ Und der Medizinalrat hört nicht auf zu schwärmen von Frau Cornelius, der nach seiner Meinung „die so unermeßlich erhöhte Betriebskraft in diesen letzten Jahren, das Verlassen aller kleinlichen Traditionen im Gewerbe und im Handel, der Zug ins Weltbürgerliche“ zu verdanken seien. Angekommen vor Brodersens Wohnung bemerkt der Medizinalrat: „Übrigens, daß ich es nicht vergesse, – Ihr Trauerchor draußen hat mir Eindruck gemacht. Wirklich stimmungsvoll, wirklich feierlich.“

## „Die Tat“, Novelle (1921)
Die Novelle erschien 1921 in dem Sammelband Bigram. Neue Erzählungen im Musarion Verlag in München. Umfang: 25 Seiten, Abschnitte 1–6.
Gabriel, ein mittelmäßiger deutscher Maler, lebt einsam in Paris. Ein russischer Arzt eröffnet ihm mit brutaler Offenheit, er habe die galoppierende Schwindsucht und noch vierzehn Tage zu leben. Das kleine Speisehaus, das Gabriel wie üblich aufsucht, quirlt über vor Leben. Entsetzen packt ihn, als er bemerkt, dass er dicht neben dem Russen sitzt, der ihn mit „steinkaltem Gesicht“ fixiert. „Ich will aber nicht sterben“ zischt er heraus, und ein Blutstrahl ergießt sich aus seinem Mund.
Zu Hause, zwischen Schlaf und Wachen, durchzuckt es ihn: niemanden auf der Welt wird er zurücklassen, der um ihn trauert. Aber er ist frei, jetzt, da er sterben muss, „frei zum Guten“ und „frei zum Bösen“, „frei für das Verbrechen“. Anderntags rafft er sich auf zu einem Spaziergang im Park. Er lässt sich auf einer Bank nieder, wo bereits ein kleines Mädchen und seine Gouvernante sitzen. Heute Abend fährt „diese kleine Prinzessin“ mit ihrer Mutter nach Biarritz in Urlaub, entnimmt er ihrem Geplauder mit dem Kindermädchen. Gabriel erfüllt Neid und Hass, Hass auf die ganze Welt, für ihn wird es keine Zukunft mehr geben. Er fängt an zu husten, und die Gouvernante ergreift mit dem Kind die Flucht.
Gabriel ersteht im Kaufhaus eine große Feile, begibt sich in das vornehme Hotel Crillon, um „einen bösartigen Skandal zu verursachen“, aber es fehlt ihm der Mut. Mit dem Taxi lässt er sich nach Ivry chauffieren und steigt in der Nähe des Bahndamms aus. Hier wird der Zug des verwöhnten kleinen Mädchens vorbeikommen. Er zückt seine Feile und mit erlöschender Kraft gelingt es ihm, eine Schiene zu lockern. Der Zug naht sich: „Ja, holla, kleine Dame, nun wird es nichts mehr werden mit dem schönen langen Leben. Aus, aus.“ Auf den Gleisen läuft er dem Zug entgegen, der Maschinist sieht ihn jedoch und bremst, für ihn aber „um einen Augenblick zu spät“. Und die Mutter erklärt ihrer kleinen Tochter: „Sicher hat auf dem Gleis ein Kaninchen gesessen, und das hat der Lokomotivführer nicht überfahren wollen.“

## „Die Unbekannte“, Novelle (1921)
Die Novelle erschien erstmals 1921 in dem Sammelband Bigram. Neue Erzählungen von Bruno Frank im Musarion Verlag in München. Umfang: 24 Seiten.
Der vierzigjährige Ich-Erzähler schreibt seinem Freund einen überlangen Brief, der in ein Selbstbekenntnis ausartet. Dem guten Ratschlag seines Freundes kann er nicht folgen. Er wird sich nicht mit Fräulein von Römhild verbinden, er wird überhaupt niemals heiraten. In langatmigen philosophischen Erörterungen versucht er zu beweisen, sich und dem Freund, wie eitel alles Streben nach einem Glück zu zweit sei.
Er erzählt dem Freund ein Erlebnis, das ihm vor vielen Jahren während einer mehrstündigen Bahnfahrt zugestoßen ist. „An irgendeiner Station ging die Tür auf, und sie kam herein“, in Begleitung ihres Mannes. „Ich erhob meine Augen und erblickte sie und wußte: dies ist die Frau meines Lebens“, behauptet er. Auf über vier Seiten singt der Briefschreiber das Hohelied der Unbekannten. Nichts weiß er von ihr, außer was er sieht oder zu sehen glaubt, nicht unähnlich dem griechischen Bildhauer, „der die Hand einer griechischen Bildsäule fand und aus ihr die Göttin ergänzte“.
Das Buch, das sie liest, Thomas Manns Buddenbrooks, nimmt ihn noch mehr für sie ein, und er ist vollends überzeugt von ihrer beider Seelenverwandtschaft, als sie durch einen Bahnhof fahren und sie heftig klagt: „Nun bauen sie ihren häßlichen Bahnhof hart ans Ufer und verderben alles“. Und dann passierte es: plötzlich „fiel ihr Blick auf mich“, „nun erkannte sie den werbenden Freund, nun neigte sie sich hin, nun sank sie hin, nun gab sie sich, nun gehörte sie mir in den Minuten, den Viertelstunden, die uns blieben“. Kein Wort fällt zwischen ihnen, und als das fremde Paar aussteigt, erkennt der Briefschreiber zu seinem Entsetzen, dass er die schöne Unbekannte verloren hat, bevor er sie besaß. Heute, schreibt er an den Freund, würde ihn „das Herrliche, Große nicht mehr scheu und gelähmt finden. ... Aber es kommt nichts mehr.“
Irene Ferchl erinnert in ihrem Buch Erzählte Stadt. Stuttgarts literarische Orte an eine ganz ähnliche Geschichte, die dem Dichter Joseph Victor von Scheffel widerfuhr. In seiner Venetianischen Epistel erzählt er die „eine versäumte und nie wieder gutzumachende Gelegenheit“, die sich ihm 1855 bei einer Eisenbahnfahrt nach Venedig bot. Er entdeckte in seinem Abteil ein „feines Mägdleinantlitz“, das ihm keineswegs unbekannt war. Es entspann sich ein reger Augenflirt mit der jungen Dame, die zwischen Mutter und Tante eingekeilt saß. Er jedoch begriff ihren stummen Hinweis auf den nahenden Tunnel nicht, – und nach dem Durchfahren des Tunnels fiel es ihm wie Schuppen von den Augen: „ihre Lippen hatten die meinen gesucht und nicht gefunden“.

## „Die verbotene Stadt“, Schauspiel (1940)
Umfang: 164 Seiten.
China zur Zeit des Boxeraufstands in Peking. Der „junge Kaiser“ will China in einem Hauruckverfahren in einen modernen Staat umwandeln („Hundert-Tage-Reform“). Die konservativen Kräfte um die Kaiserinwitwe, seine Tante, hintertreiben die Reformen. Schließlich reißt die Kaiserinwitwe die Macht an sich und lässt den jungen Kaiser festsetzen. Die Boxerbewegung hat sich zum Ziel gesetzt, die ausländischen Mächte aus China zu vertreiben und die „Harmonie“ des Landes wiederherzustellen. In realer Einschätzung der Kräfteverhältnisse versucht der Vizekönig Jung Lu die Kaiserinwitwe zur Unterdrückung der Boxer zu bewegen. Diese schlägt sich jedoch auf die Seite der konservativen Kräfte um den Prinzen Tuan, und Jung Lu fällt in Ungnade. Der Boxeraufstand wird durch die Übermacht der ausländischen Mächte niedergeschlagen, und die Kaiserinwitwe muss aus der Kaiserresidenz der Verbotenen Stadt fliehen. Sie versöhnt sich mit dem Kaiser und akzeptiert das sogenannte „Boxerprotokoll“, durch das der Kaiser unter entwürdigenden Bedingungen wieder in sein Amt eingesetzt wird. Der treue Berater Jung Lu wird rehabilitiert, und sein unmündiger Enkel zum Nachfolger des kinderlosen Kaisers bestimmt.

## „Ein Abenteuer in Venedig“, Novelle (1911)
Die Novelle erschien erstmals 1911 in der Sammlung Flüchtlinge im Verlag Albert Langen in München. Der Titel verweist auf „das Zentralmotiv der Novellensammlung, die Fluchtversuche der Protagonisten – die Flucht in das Leben, die Flucht in den Tod, die Flucht in die Kunst“. Umfang: 81 Seiten.
Der Schriftsteller Jakob Schaffner ließ 1911 kaum ein gutes Haar an der Novelle:
„Das »Abenteuer in Venedig« hat sehr starke Elemente, aber Frank wußte nicht, was er mit den Elementen machen sollte und zog vor, sich zu langweilen; vielleicht hatte er auch Angst vor seinem eigenen Genie, und drückte sich vor dem Stoff herum, bis er kalt geworden war.“
Der Theaterkritiker und Dramatiker Julius Bab urteilte 1918 über die Novelle:
„Der Bankdirektor, der von einem unbürgerlichen Rauschbedürfnis getragen, unter Hochstaplern sein »Abenteuer in Venedig« erlebt, ist, obschon etwas ironisiert, doch nur ein unbegabterer Vetter jenes Schriftstellers Aschenbach, den Thomas Mann im gleichen Venedig den Tod finden läßt.“
Der Schriftsteller Herbert Günther hingegen befand 1930 die Novelle als „virtuos“. Der Literaturhistoriker Erwin Ackerknecht, ein Bruder von Bruno Franks Jugendfreund Eberhard Ackerknecht, schrieb 1956 im Nachwort zu der Reclamausgabe von Bruno Franks Politischer Novelle:
„Der Novellenband Die Flüchtlinge beweist, daß der junge Erzähler auch die Form der Novelle beherrschte.“
„In den beiden besten, der Anfangsgeschichte Pantomime und der Schlußgeschichte Abenteuer in Venedig (vor Manns Novelle „Der Tod in Venedig“ geschrieben) handelt es sich um Flüchtlinge, die dem Untergang gerade noch entrinnen und rechtzeitig in das Leben ihres Alltags zurückkehren.“
Der Weimarer Germanist Konrad Paul schrieb 1982 im Nachwort zu einer Auswahl von Erzählungen Bruno Franks:
„Seine Affinität zu diesen Themen und Stoffen [Thomas Manns] führt sogar dazu, daß eine der weniger gelungenen Erzählungen – »Abenteuer in Venedig« –, noch 1911, vor der Veröffentlichung des »Tod in Venedig« publiziert, wie eine Parodie des Mannschen Meisterwerkes sich darstellt: ein gelangweilter Industrieller versucht dem Gewohnten zu entfliehen. In Venedig gerät er unter die Räuber, die er für »Ästheten« hält. Als sie sich »entlarven«, kehrt man auflebend zu den »norrnalen Geschäften« zurück.“

## „Ein Konzert“, Novelle (1927)
Die Novelle erschien erstmals 1927 in dem Sammelband Ein Konzert, Novellen im Gustav Kiepenheuer Verlag in Potsdam. Umfang: 12 Seiten.
Der alte Konzert- und Theateragent Heuduck erzählt einem Bekannten die Geschichte von zwei Baritonsängern.
Carra war ein „stiller, ernsthafter Mann“, und Aldringer war „ein raffender Gewaltmensch“. Beide Sänger waren gleichermaßen berühmt, Carra jedoch besaß das, was Aldringer fehlte: „der Zauber“. In seinem Hass versuchte Aldringer seinem Rivalen bei jeder Gelegenheit zu schaden. Bei einem glanzvollen Konzert von Carra saß in der Mitte der ersten Reihe ein Mann, der auch bei den ungestümsten Beifallsstürmen stumm und bewegungslos auf seinem Sitz verharrte. „Carra war empfindlich, er war geradezu hautlos“, und seine verwundete Seele sah nur noch diesen einen Zuschauer, der ihm den Applaus verweigerte. Zuletzt schmetterte er die Bravourarie des Figaro aus Rossinis Oper Der Barbier von Sevilla über die Rampe hinunter zu dem Schweiger, „er sang nur für den dort“, und die beiden Verse „Man foltert mich zuviel, wahrhaftig! / Alles auf einmal, ich kann nicht mehr“ waren noch nicht verklungen, als Carra sich urplötzlich von der Bühne hinabstürzte, sich zu Füßen seines Feindes warf – und in höchster Erregung sein Leben aushauchte.
Ja, er habe recht mit seiner Vermutung, bestätigt Heuduck dem ungläubigen Zuhörer, hinter all dem steckte Aldringer. Er hatte als unschuldiges Werkzeug für seinen teuflischen Plan – einen Taubstummen missbraucht.

## „Frau Ethel Redgrave“, Novelle (1914)
Die Novelle erschien erstmals in der Zeitschrift Der Greif. Cotta’sche Monatsschrift am 7. April 1914. Danach wurde sie 1920 in dem Sammelband Gesichter. Gesammelte Novellen im Musarion Verlag in München veröffentlicht. Umfang: 31 Seiten.
„Es gibt Geschichten, die auf den ersten Blick so sentimenal aussehen, daß man nicht recht wagt, sie zu erzählen; gibt man aber seinem männlichen Herzen einen Stoß und erzählt sie dennoch, so bekommen sie ein anderes Gesicht.“ Mit diesem Satz eröffnet der Erzähler seine Geschichte und nimmt überraschend die „Pointe“ vorweg, sie handele von einer jungen Dame, die „sich für ihren weißen Zwergpudel opferte“.
Der Erzähler beginnt in einem leicht ironischem Unterton, der auch später immer wieder anklingt, so als müsste er sich für die „Sentimentalität“ seiner Geschichte entschuldigen. Trotzdem berichtet er mitfühlend und einfühlsam von dem Leben einer Frau, die alles verliert, was sie liebt.
Die neunzehnjährige Engländerin Ethel verheiratet sich mit Allan Redgrave, einem Leutnant der indischen Armee. Sie folgt ihrem Mann nach Indien, wo sie „kurze Zeit ein Leben wie zwei glückliche Kinder“ führen. Ethel bringt einen Sohn zur Welt, der auf den Namen Freddy getauft wird. Nach zwei Jahren fällt Allan in der „furchtbaren Schlacht am Khybarpaß“. Ethel kehrt mit ihrem kleinen Sohn, der „ein merkwürdig ernstes Baby war“, in ihre Heimat zurück. Der Arzt der Familie attestiert dem Kind eine sehr schwache Gesundheit: „böse Geschichte: die Lunge“. Dem vierjährigen, kränkelnden Sohn schenkt die Mutter einen weißen Zwergpudel, den dieser Beauty nennt und abgöttisch zu lieben beginnt.
Als sich der Gesundheitszustand des Kindes dramatisch verschlechtert, unternimmt Ethel auf Empfehlung des Arztes zusammen mit Freddy, Beauty und ihrem Dienstmädchen Peggy eine Schiffsreise nach Palma, wo sie sich in dem ehemaligen Kloster Valdemosa einmieten, und wo ihr Sohn von einem englischen Arzt betreut wird. Freddy siecht dahin („er verlosch langsam wie eine Kerze gegen Morgen“) und scheint seine ganze Liebe seinem Hündchen zuzuwenden. Auch die Stoßgebete der verzweifelten Mutter („Mein Gott, laß ihn mir, laß ihn mir, ich habe nur noch ihn!“) sind vergebens.
Nach seinem baldigen Tod wird Freddy auf einem örtlichen Friedhof begraben, und Ethel tritt zusammen mit Beauty und Peggy die Rückreise nach England an. Auf dem Schiff entreißt ihr ein bösartiger Offizier das Hündchen, weil die Unterbringung in der Kajüte gegen die „Dienstvorschrift“ verstoße, und lässt es in ein kerkerartiges Loch sperren. Alles Bitten und Flehen der geschundenen Mutter prallt an dem Offizier ab: „Der Offizier war im Grunde kein ärgerer Mensch als das große Dutzend, das die Natur so aus ihrer Fabrik entläßt. ... Aber man muß wissen, was für eine ungeheure Verlockung darin liegt, Macht zeigen zu dürfen.“ In spärlicher Kleidung, umtobt von wilden Regengüssen, wacht sie die ganze Nacht lang an Deck über dem Verlies ihres Hündchens, das nach dem Verlust ihres Mannes und ihres Sohnes das einzige Band ist, das sie noch mit der Welt verbindet. Nach der Ankunft des Schiffs in Barcelona wird Ethel schwerkrank in ein Krankenhaus eingeliefert, wo sie nach sechs Tagen verstirbt. Peggy tritt zusammen mit Beauty die Rückreise in Ethels Heimat an.

## „Friedrich der Große als Mensch“, Quellensammlung (1926)

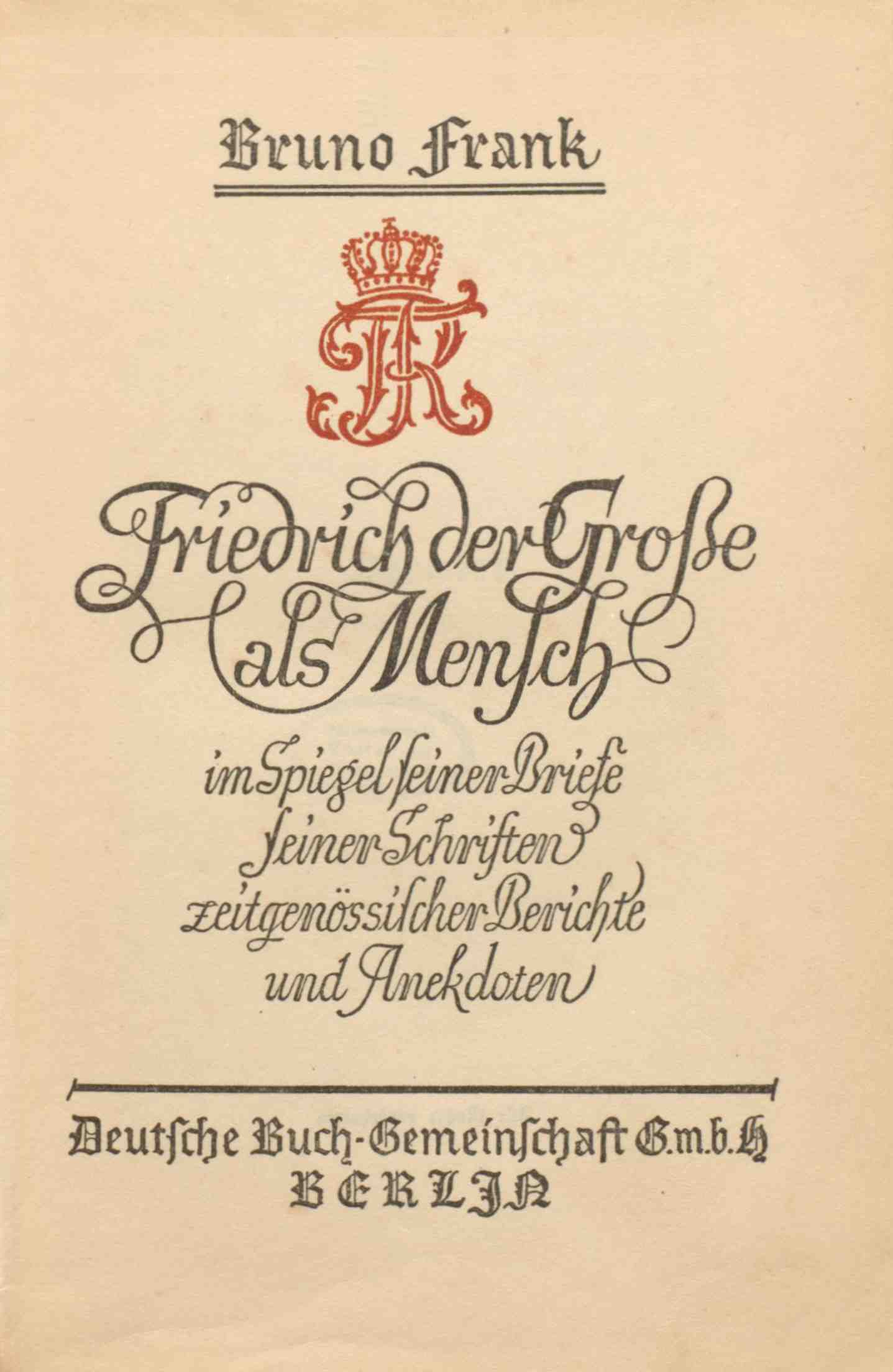

Das Werk erschien 1926 bei der Deutschen Buchgemeinschaft in Berlin. Umfang: 306 Seiten.
Der vollständige Titel der Quellensammlung lautet: Friedrich der Große als Mensch im Spiegel seiner Briefe, seiner Schriften, zeitgenössischer Berichte und Anekdoten. Die Sammlung besteht aus den folgenden Kapiteln:
- Briefe und Briefstellen
- Aus seinen Schriften
- Zeitgenossen über seine Person
- Gespräche und Begegnungen
- Anekdotisches
- Das Testament des Königs
- Friedrichs Ruhm. Eine Rede von Johannes von Müller
- Quellen

Die Sammlung bietet einen Teil der Quellen, die Bruno Frank selbst auch verwendete beim Schreiben der Erzählungen Tage des Königs (1924) und Trenck (1926) sowie auch des Schauspiels Zwölftausend (1927). Im Vorwort erläutert Bruno Frank seine Beweggründe für die Herausgabe der Sammlung:
- „Gerade in diesen letzten Jahren seit dem verlorenen Kriege ist viel hochgemuter Unfug mit der Figur des Königs getrieben worden.“
- „Den königlichen homo humanus, Friedrich den Menschen, zeigen diese Blätter.“
- Die Dokumente verherrlichen Friedrich nicht, sondern zeigen ihn in all seiner Widersprüchlichkeit, seine Licht- und seine Schattenseiten.

## „Gespräch auf der Altane“, Erzählung (1922)
Die Erzählung erschien im Juli 1922 in der Zeitschrift Styl. Blätter für Mode und die angenehmen Dinge des Lebens. Umfang: 8 Seiten.
Alexander sitzt mit seinem Freund Paul Bigram auf der Altane seiner Berliner Wohnung (beide waren 1921 schon Protagonisten in Bruno Franks Novelle Bigram). „Sie blickten hinüber in den noch üppig grünen Garten einer exotischen Gesandtschaft.“ Während des Gesprächs schwenkt ihr Blick wie eine Kamera immer wieder in den Botschaftsgarten, wo ein sommerlicher Abendempfang stattfindet. Alexander erzählt Bigram die erschütternde Geschichte einer Liebesnacht. „Eine wundervolle Frau“ mit verlockendem, strahlend goldenem Haar hatte sich aus Zorn über die rasende Eifersucht ihres Mannes ihrer herrlichen Haartracht beraubt, und nun, mit einer Perücke ihres toten Haars auf dem Kopf, war sie über ihren Verlust zu Tode betrübt (diese Geschichte hatte Frank, ebenfalls 1921, bereits als eigenständige Novelle unter dem Titel Das Haar veröffentlicht).
Ein Wort ergibt das andere, und so kommen sie auf ihren Freund Stefan Mulzer, den Maler, zu sprechen (auch er hatte bereits in der Novelle Bigram einen kleinen Auftritt). „Er hat einen Namen, Alexander, einen angefochtenen übrigens: aber er ist nicht, was er sein möchte“, gibt Bigram zu bedenken. Mulzer hatte gerade geheiratet, und die Freunde mutmaßten, dass seine Frau ihm vielleicht über seine Unzufriedenheit mit sich selbst hinweghelfen sollte („damit ein Wesen da ist, das vollkommen Ja zu ihm sagt“). Mulzer kommt hinzu. Er beklagt sich, dass ihm als Künstler „irgend etwas fehlt“, irgendein letztes, und Alexander bemerkt zustimmend, „alle Phantasie und Kunst [stammt] aus dieser Quelle“. Paul Bigram setzt ein Goethe-Zitat dagegen: „Das Leben ist des Lebens Sinn.“ Wenn es einem halbwegs gut geht an einem Tag, „dann soll man ein Loblied pfeifen und nicht denken, es käme jemals etwas Besseres nach“.
Und wenn man unzufrieden sei, müsse man sich vor Augen halten, „was anderen passiert“. Bigram reicht Mulzer die Zeitung, in der berichtet wird, dass Kirrmanns’ Hauptwerk einem Brand zum Opfer fiel. „Über sein Gesicht ging, nicht aufzuhalten, ein Zucken, ein Flammen der triumphierenden Freude.“ Mulzer fing sich sofort wieder und empfand tiefe Reue über seine abscheuliche Entgleisung. Dieser Kirrmanns hatte alles das, was ihm fehlte und was er nie erreichen würde. Seinen Freunden war sein verräterisches Minenspiel nicht entgangen, „aber er las nur Ernst und Begreifen in ihren Mienen.“ „Ein Schweigen lag zwischen den Dreien, aber es war ein Schweigen der Milde.“

## „Hochbahnfahrt“, Novelle (1924)
Die Novelle erschien erstmals 1924 in dem Sammelband Die Melodie im Verlag Fleischhauer & Spohn in Stuttgart. Umfang: 11 Seiten.
Eine junge Witwe ist in einer überfüllten Berliner S-Bahn unterwegs. Wera ist von Vorfreude erfüllt, denn heute will sie endlich dem Werben eines Mannes nachgeben, der sich seit Monaten um sie bemüht, und der es offenbar nicht auf ihr Geld abgesehen hat. Eigentlich wollte sie keinem Mann mehr ihr Vertrauen schenken, aber vor ein paar Tagen sind sie einander so nahegekommen, dass sie keine Zweifel mehr hat an seiner ehrlichen Zuneigung. Und doch, einen kurzen Moment lang glaubte sie in seinem Minenspiel einen entlarvenden Blick entdeckt zu haben, aber das musste ein Irrtum gewesen sein.
Im Zug bietet ihr ein Mann seinen Sitzplatz an, zwischen einem grobschlächtigen Geschäftsmann und einem „blassen jungen Menschen“, der offenbar leise murmelnd ein Gedicht vor sich hindeklamiert. Sie kommt mit ihm ins Gespräch, und er trägt ihr schwärmerisch einige Hölderlin-Verse vor. Ihre Sitznachbarn verlassen alsbald den Zug, und als sie selbst aussteigt, entdeckt sie, dass ihre Handtasche verschwunden ist. Siedend heiß wird sie gewahr, dass sie das Opfer eines abgekarteten Spiels geworden ist: während sie hingerissen dem verzückten Hölderlinadepten lauschte, stahl sein Komplize die Handtasche. Urplötzlich durchzuckt sie wieder die Erinnerung an den einen, entlarvenden Blick ihres Freundes – und sie wendet ihre Schritte zurück in die Stadt.

## „Honour thy Father and thy Mother“, Erzählung (1943)
Die Novelle erschien 1943 in der Anthologie The Ten Commandments. Ten short novels of Hitler’s war against the moral code im Verlag Simon & Schuster in New York. Umfang: 45 Seiten.
Zweiter Weltkrieg. Barbara, die Tochter eines hohen NS-Funktionärs, hat sich heimlich mit Heinrich, dem an der Ostfront kämpfenden Sohn eines ehemaligen KZ-Häftlings verlobt. Da sie sich weigert, einen Gefolgsmann ihres Vaters zu heiraten, lässt dieser sie in einem Lebensborn-Heim gewaltsam schwängern. Heinrich hält zu seiner Verlobten, die jedoch dem Leben abgeschworen hat und den Freitod wählt.
Die Erzählung, die den NS-Terror in seiner unmenschlichen Grausamkeit schildert, wurde aus dem Deutschen ins Englische übersetzt. Über den Verbleib des deutschen Originals ist nichts bekannt. Honour thy Father and thy Mother („Du sollst Vater und Mutter ehren“) war eine von zehn Erzählungen der Anthologie, die das Thema der Zehn Gebote illustrieren sollten. Außer Frank lieferten weitere internationale Autoren Beiträge zu diesem Werk der Exilliteratur, unter anderem Thomas Mann, Franz Werfel, Jules Romains, André Maurois, Sigrid Undset und Louis Bromfield.

## „Koptisch muß sein“, Erzählung (1923)
Die Novelle erschien erstmals in der Zeitschrift Das Tage-Buch am 24. Februar 1923. Danach wurde sie 1926 in der Sammlung Erzählungen im Rowohlt Verlag in Berlin veröffentlicht. Umfang: 13 Seiten.
Im Berlin der Inflationszeit begibt sich der Ich-Erzähler mit seiner Gefährtin Ruth in eine Spielhölle in Charlottenburg. Zu seiner größten Überraschung ist der Betreiber des Spielsalons ein ehemaliger Studienfreund aus längst vergangenen Tübinger Tagen. Der Erzähler, den er „einst wie einen Irren mitleidig betrachtet hatte“, als dieser ihm von seinen nächtlichen Spieleskapaden vorschwärmte, war verblüfft vor Erstaunen. Ausgerechnet dieser Mann, „der Stillste der Stillen, der Bravste der Braven“, gab sich als Handlanger für zwielichtige Subjekte her, damit diese ihren Spieltrieb austoben konnten. „Leben muß der Mensch, auch in dieser trostlos wilden Zeit“, gibt der alte Freund dem Erzähler zu verstehen. Seine Gäste setzten ihn in den Stand, seiner Wissenschaft zu leben, zumal sein Fachgebiet, das Koptische, eine der brotlosesten Künste auf der Welt sei. Gewiss sei es nicht hübsch, einen Spielsalon zu unterhalten, aber der Freund müsse doch einsehen: „Koptisch muß sein“.
Bruno Frank gehört zu den Schriftstellern, die nur wenig über sich selbst preisgaben, und autobiographische Spuren in seinem Werk sind ebenfalls rar. In dieser Erzählung (und in seiner Politischen Novelle) lässt er Erinnerungen an seine Tübinger Studentenzeit und an Tübingen einfließen. Er erwähnt selbst einen Schulfreund, den späteren Orientalisten Wilhelm Hengstenberg, den er auf dem Stuttgarter Karlsgymnasium kennengelernt und wohl in seiner Münchener Zeit in den zwanziger Jahren wiedergetroffen hatte. Nun lässt Bruno Frank, der in seinen zwanziger Lebensjahren selbst der Spielleidenschaft frönte, in seiner geschliffenen Sprache die Spieler und ihr Verhalten am Spieltisch in lebhaften Bildern vor dem Auge des Lesers erstehen. Auch die Novelle Leidenschaften, ein Jahrzehnt zuvor erschienen, widmet sich der Spielleidenschaft, die das verhunzte Leben eines Spielers beherrschte.

## „La Buena Sombra“, Novelle (1916)
Die Novelle erschien erstmals 1916 während des Ersten Weltkriegs in der Sammlung Der Himmel der Enttäuschten. Novellen im Verlag Albert Langen in München. Umfang: 14 Seiten.
Ein Frühsommerabend im Ersten Weltkrieg. Der Ich-Erzähler und sein Kamerad Hildebrand haben sich etwas abseits von ihrer Einheit hingelagert. Eigentlich weiß er nicht so recht, sagt Hildebrand, warum er sich zum Kriegsdienst gemeldet hat. In Buenos Aires hatte er zuletzt einen guten Job als Conferencier in einem Nachtlokal, dem La Buena Sombra, eine Art Music-Hall, in der Sängerinnen aller Nationen auftraten. Alle waren zufrieden mit ihm, „denn ich wußte wirklich über jede der Damen etwas vorzubringen“. Er hatte ein buntes und abenteuerliches Leben hinter sich, und bürgerliche Geradlinigkeit war nie sein Ding gewesen. Eigentlich gab es nur eines im Leben, das ihm Freude und Kraft gab: die schönen Frauen. Er liebte sie alle – und sie ihn. „Man muß so freundlich [sein] gegen diese armen, süßen Geschöpfe, man muß ihnen immer wieder sagen, daß sie bezaubernd sind, jede von ihnen, jede einzelne der Sinn der Welt.“
Aber da gab es auch die Häßlichen, und es bekümmerte ihn, dass diese kein Stückchen vom großen Kuchen des Lebens abbekamen, „und an diesem Punkt glaubte ich immer meine Schuld ein wenig bezahlen zu können“. Und so forderte er hin und wieder ein Mauerblümchen zum Tanz auf, oder wenn er an Frauen vorbeikam, die „unbeachtet, verlassen, vergessen aussahen“, sagte er leise „wie lieb, wie entzückend“ oder „como bonita, como bonita“ usw. In seinem Lokal gab es eine Sängerin, die auch zu den Benachteiligten gehörte, und als er versuchte, sie auf seine Weise „ein bißchen froh zu machen“, sagte sie: „Wie zart Sie zu mir sind, Herr Hildebrand, zu mir und zu der kleinen Ellen Blaker, an der auch nichts dran ist, gerade wie an mir. ... Eigentlich, Herr Hildebrand, sollten Sie so heißen, wie unser ganzes Etablissement heißt: La Buena Sombra“. Am nächsten Morgen ereilte Hildebrand sein Schicksal, und es „bleibt schon eigentümlich, daß er genau diesen letzten Abend wählte, um so viel über sich selbst zu erzählen“.

## „Leidenschaften“, Novelle (1914)
Die Novelle erschien erstmals in der Zeitschrift Simplicissimus am 17. August 1914. Danach wurde sie 1916 in dem Sammelband Der Himmel der Enttäuschten. Novellen im Verlag Albert Langen in München veröffentlicht.  Umfang: 16 Seiten.
Der Ich-Erzähler, ein Arzt, vertritt seinen Kollegen Kuffner, der „aus reiner Begeisterung für seinen Beruf und für das Helfen“ als Armenarzt arbeitet und sich dabei lebensgefährlich angesteckt hat. An einem Abend wird der Arzt zu einem kleinen Mädchen gerufen, das, ohne eigentlich krank zu sein, im Sterben liegt. Ihre Eltern waren „im höchsten Maße schwindsüchtig“ und hatten geheiratet, „obwohl es eine Torheit und verderblich war“. „Alles“, dachte er, „was die Leidenschaft unternimmt, endigt schlecht.“ „Dieses arme graue Körperchen! Das ist nun die Frucht einer rotglühenden Liebe. Schlacke, Schlacke!“
Auf dem Rückweg durch das Viertel, wo sich ärmliche Huren in die Torwinkel drücken, wird er vom Regen überrascht, und er rettet sich in eine zwielichtige Spelunke, in der sich drei Männer dem Kartenspiel ergeben. Einen der Männer erkennt er, es ist der Schwede Graf Söderborg, einst berüchtigt als „hemmungsloser Hazardeur und krankhaft beanlagter Verschwender“. Sie kommen ins Gespräch, und Söderborg prahlt von seinen Ruhmestaten an den berühmten Spielstätten Europas.
Trotz seines abgerissenen Aussehens merkt man dem alten Spieler noch immer seine Weltgewandtheit an. Bald treffen „die Damen des Viertels“ ein. Auch sie nehmen am Spieltisch Platz, und die zwölfköpfige Runde beginnt ein lebhaftes Spiel, bei dem Söderborg meistens verliert. Als der Arzt sich zum Gehen wendet, begleitet Söderborg ihn vor die Tür. Ja, er sei ein „Passionné“, ein von der Spielleidenschaft Besessener, und habe demzufolge selten Glück. Die geringen Beträge, die er allabendlich an „diese Leute“ verliert, spielten keine Rolle. Ein verstorbener Freund habe vorsorglich Geld für ihn angelegt, und mit der Rente könne er auskömmlich leben.
Der Erzähler schließt seinen Bericht mit einem melancholischen Ausblick: „Ich dachte an Kuffner, der seine ärztliche Leidenschaft ... vielleicht mit dem Tod bezahlte, ich sah den armseligen grauen Körper meiner kleinen Patientin vor mir; Schlacke der Leidenschaft, dachte ich .... Mein Weg war umdrängt von Schwärmen der Geister, die sich nicht hatten fügen ... können: Volksbeglücker, Gelehrte und Dichter, denen Leidenschaft und Hingabe die Erfolge der Mittelmäßigkeit verwehrten.“
Bruno Frank, der sich in seinen zwanziger Lebensjahren ebenfalls der Spielleidenschaft hingab, wusste wovon er sprach, als er diese Novelle schrieb. Fast ein Jahrzehnt später verfasste er die Novelle  Koptisch muß sein, die auch um die Spielleidenschaft kreist, wenn auch unter einem anderen Blickwinkel.

## „Nina“, Komödie (1931)
Umfang: 155 Seiten.
Die gefeierte Filmdiva Nina Gallas wird ihres Ruhms und der beruflichen Belastung überdrüssig, zumal kaum mehr Zeit für das Leben mit ihrem Mann übrigbleibt. Sie überlässt ihre Karriere ihrem Filmdouble, ohne dass dies die Öffentlichkeit gewahr wird, und zieht sich ins Privatleben zurück.

## „P. Q., der Kritiker“, Erzählung (1914)
Die Erzählung erschien in der Zeitschrift März am 4. Juli 1914. Umfang: 3 Seiten.
Der Schriftsteller A. W. U. liegt in den letzten Zügen, umringt von seinen Freunden. Sein letztes Werk, der Roman „Stumme Kräfte“, war gerade frisch aus der Druckerpresse gekommen. „Wenn er dich nur herunterreißt ....“, spricht er flehentlich zu sich selber. Gemeint ist der Kritiker „P. Q., der Gefürchtete! Er, an dessen Feder das Auge aller deutschen Literaten seit so vielen Jahren hängt, von dem gelobt zu werden die ewige Verdammnis bedeutet, und dessen Fluch die Seligkeit ist.“ Ein junger Lyriker eilt zur Zeitung und fleht den Redakteur an, in P. Q.’s Rezensionsexemplar zwei miserable Kapitel unaufgeschnitten zu lassen und so seinem Freund zu einem gesalzenen Verriss zu verhelfen. Nach drei Tagen erscheint die Kritik mit dem ersehnten Verriss. A. W. U. liest sie, und mit dem „Ausdruck der innigsten Glückseligkeit“ haucht er sein Leben aus.

## „Pantomime“, Novelle (1910)
Die Novelle erschien 1910 in der Zeitschrift Licht und Schatten. Monatsschrift für Schwarz-Weiß-Kunst und Dichtung und 1911 in dem Sammelband Flüchtlinge im Verlag Albert Langen in München. Der Titel des Sammelbands verweist auf „das Zentralmotiv der Novellensammlung, die Fluchtversuche der Protagonisten – die Flucht in das Leben, die Flucht in den Tod, die Flucht in die Kunst“. Umfang: 21 Seiten.
In einer unwirtlichen Märznacht wandelt ein junges Paar engumschlungen zum Eisenbahndamm und lässt sich auf einer nahestehenden Bank nieder.
Alexander hatte Clara bei einem Tanzvergnügen kennengelernt, und ihr bezaubernder Duft rief Gefühle der Liebe und Hingebung in ihm wach. Er steigerte sich in eine Leidenschaft hinein und zog mit Clara in eine gemeinsame Wohnung. Die junge Frau, „dieses große, im Denken und allen Bewegungen langsame Geschöpf“, war seinem Ansturm nicht gewachsen, so dass sich ihr Blut schließlich „an der Raserei dieses bedenkenlosen Knaben“ entzündete. Alexander versank „in seiner sinnlichen und zugleich sublimen Leidenschaft“, vernachlässigte alles und häufte Schulden über Schulden. Sein Verwandter, der sein Studium finanzierte, bekam davon Wind und befahl ihm, die Beziehung auf der Stelle abzubrechen. Alexander erschien die Lage aussichtslos, und seine Verblendung gaukelte ihm als einzige Lösung den gemeinsamen Freitod vor. Clara konnte sich dem nicht entziehen, denn die Trennung von ihrem Geliebten war undenkbar für sie. „Ein verborgenes Gesetz schien bestimmt zu haben, daß Alexander und seine Geliebte eine gewisse Schar junger Leute vervollständigen sollten, paarweise über den Erdball verteilter törichter junger Leute, die, wie in jedem Monat so auch in diesem Monat März, arme Nummern einer vorgezeichneten Zahl, ihr Leben fortgeworfen hatten ... Und als Werkzeug ihrer Tat hatten sie einen Eisenbahnzug zu benutzen, den Zug D 25.“
Sie legen sich quer über einen der Schienenstränge und warten auf den Schrecken ihres qualvollen Tods. In ihren letzten Augenblicken überlegen sie: „Habe ich sie denn geliebt? Habe ich sie denn wirklich geliebt...? Wie das donnert und braust!“ Und: „Wie das donnert und braust! Nie habe ich ihn geliebt – ein grüner Junge ... Aber er hat mich beschwatzt.“ Als das Donnern des D-Zugs vorüber ist, finden sich beide – am Leben. Der Zug war auf dem anderen Gleis vorübergefahren. Beide erheben sich und gehen jeder in eine andere Richtung davon.

## „Perlenkomödie“, Schauspiel (1929)
Die Ehe des Fabrikanten Siethoff steckt in einer schweren Krise. Er hält sich heimlich eine Geliebte, und seine Frau Wera fühlt, dass sie die Liebe ihres Mannes verloren hat. Der Architekt Peter Mack, ein Bekannter der Familie, der in Wera verliebt ist, hat herausgefunden, dass Siethoff mit Cora Peters ein Verhältnis hat und dass diese das gleiche schwarze Perlencollier trägt wie Siethoffs Frau. Er mutmaßt, dass Siethoff die echte Kette seiner Geliebten geschenkt und seiner Frau eine Kopie untergeschoben hat. Mack dringt unerkannt als Einbrecher bei Wera ein und zwingt sie zur Herausgabe der (falschen) Kette. Von Cora eingeladen, tauscht er unbemerkt die falsche gegen die echte Kette aus. Er bringt die echte Kette ihrer ursprünglichen Besitzerin zurück und gesteht ihr seine Liebe, die von Wera erwidert wird. Siethoff nimmt nolens volens die falsche Kette, um sie seiner Cora zu verehren.

## „Schwager Kronos“, Novelle (1916)
Die Novelle erschien im zweiten Jahr des Ersten Weltkriegs in der Zeitschrift Jugend am 19. Mai 1916. Umfang: 19 Seiten.
Der Ich-Erzähler, ein deutscher Soldat im Ersten Weltkrieg, erblickt nach dem „argen Feuer“ des Tages in einem Traumgesicht den Tod („er trug nicht das beinerne Kleid, in dem man ihn zu kennen glaubt, sondern ein schwarzes Zivil“). Der Tod fragt den Soldaten hämisch: „Heute haben wir uns gefürchtet?“ Er kann dem Soldaten nicht verzeihen, wie dieser einstmals, wie er glaubt, furchtlos seinen Spott mit ihm getrieben hat. Nach anfänglichem Leugnen und heftig bedrängt vom Tod, erinnert sich der Soldat langsam wieder des lange vergessenen Vorfalls.
„Zu jener unvordenklichen Zeit als noch Frieden war, in Paris, an einem Maitag“ traf der Soldat eine Frau, „mit der ich von Deutschland her sehnsüchtig vertraut war“. Es gelingt ihm, mit der Dame für den Nachmittag ein Rendezvous zu vereinbaren. Aber wie er sich zum Ausgang rüstet, „brach rauschend ein wilder Regen nieder“. Wenn überhaupt, konnte er bei diesem Unwetter nur mit einer Droschke sein Ziel erreichen, aber die Straßen waren menschenleer und weit und breit kein Wagen zu sehen. Plötzlich kam ein leerer Leichenwagen herangaloppiert. In seiner Verzweiflung wirft er sich dem Wagen in den Weg und bringt den Kutscher dazu, ihn zu dem verabredeten Restaurant zu fahren. Als er eintritt, sind alle entsetzt, als wäre er ein Überbringer des Todes, oder wie es seine Freundin Agathe formuliert: „Ihr Heldentum ist den Leuten ohnehin düster genug.“ Und er fragt erschrocken: „Heldentum?“ Sie glaube doch nicht etwa, er „habe damit den Tod verspotten wollen“.
Der Tod scheint dem Soldaten seine einstmalige Gedankenlosigkeit nicht mehr nachzutragen. Er beschwert sich über das vermeintliche Heldentum der Kriegsteilnehmer und dass sie scheinbar jeden Respekt vor ihm verloren haben. Der Soldat erwacht, und „dabei knisterte in meinem Waffenrock ein Stück Papier. ... Kein Papier auf Erden knistert ähnlich wie das rauhe, bläuliche Papier von Agathes Briefen!“
Der Novellentitel „Schwager Kronos“ spielt auf Goethes Gedicht „An Schwager Kronos“ an, in dem „Schwager Kronos“, der griechische Gott der Zeit, die Postkutsche lenkt auf einer Fahrt, die zur Fahrt des Lebens umgedeutet wird. Drei Strophen aus Goethes Gedicht untermalen in Franks Novelle die Fahrt mit dem Leichenwagen, während der Soldat im Wettlauf mit der Zeit um sein heißersehntes Rendezvous bangt.

## „Sechzehntausend Francs“, Novelle (1940)
Die Novelle erschien erstmals 1940 im Januar/Februar-Heft der von Thomas Mann mitherausgegebenen Exilzeitschrift Maß und Wert. Danach wurde sie im gleichen Jahr im Querido Verlag, einem Exilverlag in Amsterdam, veröffentlicht. Umfang: 37 Seiten, Abschnitte 1–11.
Die Familie des Jurastudenten Michael Raumer war vor dem Ersten Weltkrieg sehr wohlhabend. Der Vater führte ein traditionsreiches Exportgeschäft in Berlin. Mit Ausbruch des Krieges brach das Geschäft zusammen, und die Familie verlor ihr gesamtes Vermögen. Raumer nahm, um den Unterhalt seiner Familie zu sichern, bei einem windigen Versicherungsunternehmen eine Stelle als Vertreter an. Seinem Vorgesetzten, einem Hasardeur mit abenteuerlicher Biographie, war aus der Beziehung mit einer Kubanerin seine Tochter Marion verblieben, eine rassige Schönheit, in die sich Raumer verliebte. Ein Jahr nach Kriegsausbruch, kurz vor seiner Einberufung heirateten beide.
Drei Jahre später, kurz vor Kriegsende, findet Raumer bei der Routine-Durchsuchung gefallener französischer Soldaten bei einem Hauptmann sechzehn Tausendfrancsscheine. Statt seinen Fund vorschriftsmäßig abzuliefern, behält er das Geld. „So war er zum Räuber geworden an einem toten Feind.“ Die Strapazen der letzten Wochen hatten seiner Gesundheit stark zugesetzt, und er wird mit einer Meningitis in ein Feldlazarett eingeliefert. Nach mehrmonatiger Rekonvaleszenz nimmt er nach Ende des Krieges sein Jurastudium wieder auf. Seinen Lebensunterhalt bestreitet er angeblich durch ein „Freundesdarlehen“, tatsächlich aber mit dem geraubten Geld.
Nach Abschluss des Studiums tritt Raumer eine Stelle als Kriminalrichter an. Er verfasst ein Fachbuch über einen bedeutenden Strafrechtsreformer, das weithin Aufsehen erregt. Die junge Weimarer Republik war bestrebt, auch den Strafvollzug zu humanisieren, und Raumer, „der sich durch sein Buch und durch seine Amtsführung so entschieden qualifiziert hatte“, wird ins Departement der Justiz versetzt, wo er binnen kurzem zum zweiten Mann in der Strafvollzugsbehörde avanciert. Die seelische Wunde, die er sich durch sein eigenes Verbrechen geschlagen hat, lässt ihn nicht los und treibt ihn zu unermüdlicher Tätigkeit an. Er versieht sein Amt mit großer Gewissenhaftigkeit und veröffentlicht weitere Fachbücher. Mehr und mehr vernachlässigt er seine Frau, und einige Jahre nach der Geburt eines Sohnes verlässt sie ihn. Sein Sohn, der ihn abgöttisch liebt und bewundert, bleibt bei ihm.
Nach der Machtübernahme der Nazis gerät Raumer als eine Galionsfigur des humanen Strafvollzugs sehr schnell ins Visier des Unrechtssystems. Um der drohenden Verhaftung zu entgehen, flieht er mit seinem noch jugendlichen Sohn nach Paris. Dort sucht er den Großvater des gefallenen Hauptmanns auf, den er im Krieg beraubt hat, in der Absicht, seine Schuld zu tilgen. Von dem wohl situierten, adelsstolzen Großvater erfährt er, dass sein Enkel am Vorabend seines Todes bei einem Kartenglücksspiel „eine hübsche Summe“ gewonnen hatte, die der Tote nicht mehr bei sich trug. Raumer verlässt den Großvater, und „er hätte weinen und lachen mögen zugleich über das seltsam späte Geschenk, das ihm da sein Schicksal gemacht hatte.“

## „The suitcase“, Novelle (1943)
Die Novelle erschien 1943 während des Zweiten Weltkrieges in der von Klaus Mann herausgegebenen Anthologie Heart of Europe, die Autoren aus 21 Ländern vereinte. Der Text liegt gedruckt nur in der englischen Übersetzung von Barbara Hallewell vor. Das deutsche Manuskript „Der Handkoffer“ wird in der Monacensia, dem Literaturarchiv der Münchener Stadtbibliothek aufbewahrt. Umfang: 11 Seiten.
Auf einer seiner regelmäßigen Reisen aus der Provinz nach Berlin steigt ein Geschäftsmann in seinem gewohnten Hotel ab. Als er seinen Koffer öffnet, bemerkt er, dass dieser am Bahnhof vertauscht worden ist. Bezaubert vom Duft des Parfüms, das ihm entgegenströmt, und überaus angetan, dass der Kofferinhalt einer Frau gehören muss, ersteht vor dem inneren Auge des biederen Mannes, der sich eines glücklichen Familienlebens mit seiner Frau und seinen Söhnen erfreut, das Bild einer betörenden jungen Frau. Anfangs gewillt, den Koffer zurückzugeben, vollzieht sich in seinem Inneren eine erstaunliche Wandlung. Er behält den Koffer, das Zimmermädchen legt am nächsten Tag den Inhalt des Koffers im Zimmer zurecht, in Erwartung der Dame, zu der der Koffer gehört. Diese Umstände steigern noch seine Phantasie, und in den kommenden Tagen versinkt er immer tiefer in seiner Sehnsucht nach der schönen Unbekannten.
Als er eines Morgens erwacht, erkennt er, dass seine Tag- und Nachtträume nur ein Vorwand waren, die ihn von sich selbst ablenken sollten. Offenbar befindet er sich an einem schicksalhaften Scheideweg. Er wird abhauen aus seinem bisherigen Leben, alles und alle hinter sich lassen, um dem Abenteuer einer ungewissen Zukunft die Stirn zu bieten. Als er abends in sein Zimmer zurückkehrt, hört er ein leises Weinen – seine Frau ist gekommen, ihn abzuholen. Vollkommen aufgewühlt, schwankt er hin und her, wie er seiner Frau die groteske Situation erklären soll, wie er ihr klarmachen kann, was wirklich mit ihm los ist. Aber die umherliegenden Frauensachen scheinen eine nur allzuklare Sprache zu sprechen, und die wirkliche Wahrheit ist so unwahrscheinlich und viel schlimmer, dass er gar nicht erst versucht, sich zu verteidigen. „Ein unerträgliches Mitleid überkam ihn, und er sagte, was jeder Mann an seiner Stelle gesagt haben würde: »Hier war keine andere Frau«“. Und das Unerwartetste auf der Welt geschah – sie glaubte ihm und nahm ihn in ihre Arme. „Sie glaubte ihm. All die unverbrüchlichen Beweise, die ihr unter dem grellen elektrischen Licht ins Auge stachen, waren nichts gegen sein Wort.“ Und ihm wurde klar, dass dies die wunderschönste Erfahrung in seinem Leben war und immer bleiben würde.